# Apollo–8
Az Apollo–8 volt az amerikai Apollo-program második olyan küldetése, amelyben emberek indultak a világűrbe, és egyben az első olyan, amelyben megközelítették a Holdat. Az eredeti tervek szerint ezen a küldetésen repülték volna be az űrhajósok a holdkompot, ám a fejlesztés késése, valamint a szovjet holdprogram előrehaladása miatt merész lépéssel egy későbbi küldetést hoztak előre, és eredeti céljait elvetve a hajót a Hold elérésére küldték. Az 1968. december 21-én startoló űrhajó karácsony napján állt Hold körüli pályára, és 10 keringésnyi időt töltött ott. A repüléshez először használták a Saturn V holdrakétát, így először próbálták ki emberek ezt a hordozóeszközt, ez volt a rakéta első teljesen sikeres repülése.
Az első holdutazás legénysége Frank Borman parancsnokból, Jim Lovell parancsnokimodul-pilótából és Bill Anders holdkomppilótából állt. A legénység húsz óráig keringett a Hold körül, és főként a lehetséges holdi leszállóhelyek fényképezésével foglalatoskodott. Ezen kívül, szintén elsőként az űrhajózás történetében, több ízben adtak élő tévéadást az űrhajósok az űrből, köztük a legnagyobb hatást keltő karácsony esti adással, amelyben a Bibliából olvastak fel. A repülés elsősorban a Hold elérésének képességét bizonyította, valamint a szovjetek megelőzésének propagandaértékét szolgáltatta az amerikaiak számára.
Az Apollo–8 volt a legtöbb „elsőséget” besöprő küldetés. Űrhajó először érte el a második kozmikus sebességet, űrhajósok először álltak pályára egy másik égitest körül, és szintén elsőként hagyták el ezt a pályát. A legénység tagjai láthatták először saját szemükkel a Hold túloldalát, és szintén ők látták először egyszerre, bolygóként a Földet.
Innen nézve a Föld egy hatalmas oázis az űr végtelenjében…

## Személyzet
| Beosztás                 | Űrhajós                    | Űrhajós                    |
| ------------------------ | -------------------------- | -------------------------- |
| Parancsnok               | Frank Borman (2) űrrepülés | Frank Borman (2) űrrepülés |
| Parancsnokiegység-pilóta | Jim Lovell (4) űrrepülés   | Jim Lovell (4) űrrepülés   |
| Holdkomppilóta           | Bill Anders (1) űrrepülés  | Bill Anders (1) űrrepülés  |

(zárójelben az űrhajósok által elvégzett űrrepülések száma az Apollo–8-cal együtt)

### Tartalék személyzet
| Beosztás                 | Űrhajós                      | Űrhajós                      |
| ------------------------ | ---------------------------- | ---------------------------- |
| Parancsnok               | Neil Armstrong (2) űrrepülés | Neil Armstrong (2) űrrepülés |
| Parancsnokiegység-pilóta | Buzz Aldrin (2) űrrepülés    | Buzz Aldrin (2) űrrepülés    |
| Holdkomppilóta           | Fred Haise (1) űrrepülés     | Fred Haise (1) űrrepülés     |

### Kapcsolattartó személyzet
- John Bull
- Vance Brand
- Gerald Carr
- Ken Mattingly

## Előzmények

### Unalmas tesztből holdutazás
A NASA küldetés tervezői felállítottak egy lépésről lépésre építkező sorrendet, amelyek repülései – illetve az azokban megszerzett tapasztalatok és bizonyított képességek – egymásra alapultak és elvezettek a holdra szállásig. Először az űrhajósok nélküli, távvezérelt repülések, majd az űrhajósokkal végzett berepülések jöttek sorra, először az holdűrhajó, majd a holdkomp (LM) szűzrepülésével. A sorban negyedik repülés, a D típusú repülés a holdkomp Föld körüli pályán végzett első – az egész koncepció működőképességét igazoló – repülése volt, amely a leszállóegység fejlesztésének elhúzódása miatt egyre csak csúszott és az előrejelzések szerint 1969 tavaszánál előbb nem jöhetett létre. Az 1968 őszére tervezett anyaűrhajó-berepülés után ez közel fél év leállást jelentett volna. A holdkomp berepülését követő E típusú útra ismét nem terveztek holdkompot vinni, csak az anyaűrhajót emelték volna 7400 kilométer magasra, hogy onnan addig soha el nem ért rekordsebességgel térjenek vissza az űrhajósok a légkörbe, letesztelve a hőpajzsot.
A CIA a verseny miatt különösen aktív volt a Szovjetunió űrtevékenységének felderítésében, és kiderítette, hogy a Zond-program űrszondái nem mások voltak, mint a Szojuz űrhajók orbitális kabin nélküli tesztpéldányai, és a szovjetek az emberes holdrepülést próbálják általuk. A hírszerzők azt is kiderítették, hogy a szovjet űrhajósok Holdat megkerülő repülését 1968 decemberére irányozták elő. Nyilvánvalóvá vált, hogy a szovjetek a holdkomp fejlesztési késedelmei miatt egy Hold körüli repüléssel az amerikaiak elé vághatnak az űrversenyben.
George Low, az Apollo Spacecraft Program Office vezetője 1968 augusztusában állt elő egy tervvel, hogy a szovjetek elsőségét úgy lehetne kivédeni, ha az egyébként egymástól teljesen független két utat, a D-t és E-t megcserélnék időben, és az E-t nem a berepülés kis extra feladattal kiegészített megismétlésének, hanem egy holdrepülésnek szánnák. A különböző területek vezetői mind támogatták a tervet, egyedül az űrügynökség legfőbb főnöke, James Webb ellenezte hevesen, aki kockázatosnak tartotta a bátor kísérletet, és félt, hogy megismétlődhet az Apollo–1 tragédiája, ami a NASA végét jelentette volna. Végül a részletesen kidolgozott tervek alapján Webb is áldását adta, és megkezdődhetett a felkészülés a küldetésre.

### Legénységválasztás
Az egész terv teljesen titkosnak számított, mind a kidolgozását, mind a legénység kiválasztását a legteljesebb titokban kellett lebonyolítani. Deke Slayton feladata volt az első út legénységének kiválasztása. Slayton először nem akarta az általa kitalált és a Gemininél rendkívül jól bevált legénységi rotációs rendszert felborítani rögtön a második útnál, és a soron következő legénységet akarta kijelölni: Jim McDivitt parancsnokot, Russell Schweickart parancsnokot és Dave Scott parancsnokiegység-pilótát, a D repülés várományosait. Azonban, amikor a kinevezést megelőzően személyes megbeszélésre került sor McDivitt és Slayton között, előbbi visszautasította a jelölést, arra hivatkozással, hogy oly sokat dolgoztak a holdkomp kifejlesztésén, hogy semmiképpen nem akarnának lemondani a berepüléséről, még akkor sem, ha az első holdrepülés történelmi expedíciójáról kell lemondaniuk érte. (McDivitt és Schweickart volt a NASA kihelyezett űrhajós-szakértő párosa a holdkompot tervező és gyártó Grumman Repülőgépgyár bethpage-i űrhajó fejlesztési szekciójánál, és az ő instrukcióik is beépültek a kis űrhajóba.) Slayton ezért kénytelen volt másik legénységet keresni.
A következő legénység, akit Slayton kiszemelt, az E út személyzete volt. Először ezúttal is a parancsnokjelölttel – Frank Bormannel – osztotta meg a titkot Slayton, aki társai képviseletében rögtön igent mondott. Így az első holdrepülés legénysége Frank Borman parancsnokból, Jim Lovellből, a parancsnoki egység pilótájából és Bill Anders holdkomppilótából állt fel.
Az eredeti E legénység kialakulása sok tekintetben a véletlen műve volt. Eredetileg a Borman-Collins-Anders trió startolt volna, a tartalékok pedig Armstrong-Lovell-Aldrin felállásban készülődtek a beugrásra. 1968 júliusában Michael Collinsnál – műtétet igénylő – nyaki idegbecsípődést diagnosztizáltak, az űrhajós kiesett a legénységből, és helyét a tartalék Lovell vette át. (A tartalékok között Aldrin a holdkomppilóta tartalékból parancsnoki pilóta tartalékká lépett elő, a helyét pedig Fred Haise vette át.) Gyakorlatilag ekkor állt össze a tartaléksorban a később történelmivé vált páros, a Neil Armstrong és Buzz Aldrin alkotta holdraszálló legénység, akit később egészített ki a betegség után visszatérő Mike Collins.

### A holdutazás hardverei
Saturn V

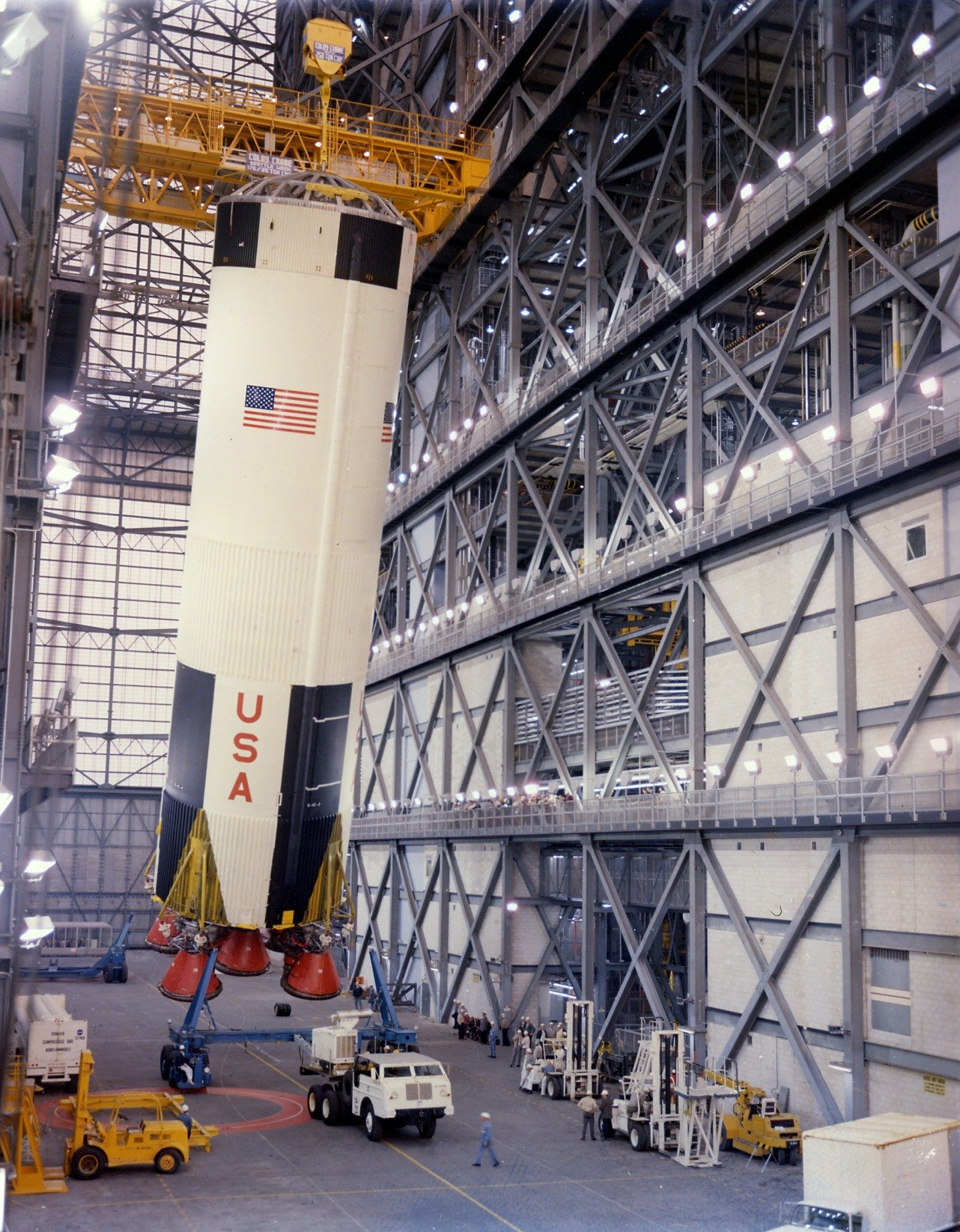
Az SA-503 jelű Saturn V, az első igazi holdrakéta összeszerelése

Az Apollo–7 után az eredeti tervek szerint is a Saturn V óriásrakéta következett volna, a holdutazáshoz mindenképpen erre lett volna szükség, hisz a Saturn IB kb. 12 tonnányi holdirányú kapacitása kevés lett volna a parancsnoki hajó 30 tonnányi tömegéhez. Az Apollo–8 előtt a Saturn V már kétszer repült automata – Block I – Apollo űrhajókkal, ám mindkét alkalommal problémákat jeleztek a repülési paramétereket mérő műszerek. Ennek ellenére (igaz Wernher von Braun főtervező tökéletes működésre adott garanciája mellett) a NASA meg merte kockáztatni, hogy a harmadik repülés egyben az első olyan legyen, amikor embereket is magával visz az űrhajó. A berepülések során egy sor káros rezonanciát, rázkódást mértek a hajtóművek oszcilláló nyomásváltozásai miatt, az Apollo–6 esetén egyenesen olyat, amely egy ember számára akár halálos sérülés okozására is képes lett volna, az Apollo–8 esetében szerencsére olyan mértékben sikerült a hibákat csökkenteni, hogy mindössze kellemetlen rázásról számoltak be az űrhajósok.
Parancsnoki és Műszaki Egység
Az Apollo–8 terveinek testet öltése idején még egyáltalán nem volt kész űrhajóegység. A gyártósoron előkészületben levő, a holdkomp berepülésére tervezett repüléshez szánt CSM-103-ast elvették McDivittéktől, és Bormanék kapták meg a holdrepüléshez, az Apollo–9-re hátrasorolt legénység pedig megkapta az E legénység, a gyártásban még sokkal előrébb tartó CSM-104-esét. A parancsnoki űrhajó egyedüli – holdkomp nélküli – felküldése óriási kockázatot rejtett (amelynek realizálódására az Apollo–13 esetén került sor), mivel a holdkomp mindenből extra tartalékot jelentett. A holdkomp hajtóműve ugyanis nemcsak leszállni volt képes, hanem a Hold körüli manőverek elvégzésére is, így egy, a Holdnál történt meghibásodás során biztonsági tartalékot jelentett, akkor is hazajutottak volna az űrhajósok, ha az anyaűrhajó valamiért meghibásodott volna. Emellett a holdkompban levő további anyagok és energiaforrások (oxigén, hidrogén, akkumulátorok stb.) a hajtóműhöz hasonló biztonsági tartalékot jelentettek, ha valamiért a fő készletek nem lettek volna felhasználhatóak. Az Apollo–8 esetében tehát minden biztonsági redundanciáról lemondtak, amikor úgy döntöttek, hogy holdkomp nélkül engedik az űrhajó(soka)t a Holdhoz.
Szimulátor
Az Apollo-program során széles körben alkalmaztak szimulációkat, köztük az űrhajó szimulátorokkal végzett gyakorlásokat. Az Apollo–8 elsőbbséget élvezett ezekben a gyakorlásokban a műveleteik bonyolultsága miatt. Az 1968. szeptember 9-én kezdődött műveletek során végül hétszer annyi időt töltöttek szimulátorban, mint amennyit később a tényleges repülések során. E gyakorlások során elsősorban a holdexpedíció során végrehajtandó manővereket próbálták el, de az esetleg előfordulható vészhelyzetekre is kaptak megoldásokat az űrhajósok. A cél az volt, hogy mindhárom űrhajós értsen minden művelethez, persze mindannyiukban megvolt az a speciális feladat is, amelyet nekik kellett a repülésen elvégezni és emiatt a legjobban tudni: Borman főként a hazatéréskor a légkörbe lépési manőverezésért, Lovell az űrbeli navigációért, Anders pedig a különböző rendszerek üzemeltetéséért és hibaelhárításáért volt felelős.

### Legénységi jelvény
A NASA a Gemini–3 után betiltotta az űrhajók űrhajósok általi elnevezését, az űrutazók egyetlen privilégiuma a legénységi jelvény megalkotása volt. A jelvény alapötlete Jim Lovellé volt, aki egy – a tréningek során használt – T–38-as repülőgép hátsó ülésén rajzolta le, röviddel azután, hogy a legénység megtudta a küldetések közötti cserét és a holdutazás tervét. Lovell beszédes jelvényt tervezett: a háromszög alak a parancsnoki kabint szimbolizálja, a piros 8-as alak egyrészt a repülés számát, másrészt a holdutazás pályaívét jelképezi egyszerre, amelyet a nyolcas hurkaiba helyezett Föld és Hold is megerősít. A legénység neve pedig a 8-as alsó hurkában kapott helyet.

### Apollo–7
Az Apollo–8 terve abban az időben öltött végső formát, amikor még egyáltalán nem repült egyetlen embert szállító Apollo űrhajó sem, nem tudhatták a tervezők, hogy az Apollo–1 tüze után áttervezett űrhajó egyáltalán alkalmas lesz-e, vagy további átalakítások szükségeltetnek, mielőtt a Holdhoz indulhatott volna. Az eredetileg a berepülésre szánt első gyártási sorozatot (Block I) elvetették, helyette egyből a második sorozat (Block II) darabjait tervezték repülni. A North American üzemében két űrhajó volt megfelelő készültségi állapotban, a CSM-101 és ikertestvére, a CSM-103, az előbbit kapta az Apollo–7, a másikat – némi csereberét követően – az Apollo–8. A NASA azt az egyetlen feltételt szabta az Apollo–8 indítási engedélye elé, hogy csak akkor lesz holdrepülés, ha az űrhajó testvérhajója az Apollo–7-tel mindenben tökéletesen teljesít.
Az Apollo–7 óriási várakozások között, 1968. október 11-én startolt Wally Schirra parancsnokkal, Donn Eisele parancsnokimodul-pilótával és Walt Cunningham holdkomppilótával a fedélzetén. A repülés 11 napig tartott, az űrhajósok 163 keringést végeztek a Föld körül. A feladat szerint letesztelték az űrhajó életfenntartó rendszereit, a hajtóművet, a manőverező rendszert. A feladat bonyolult volt, az egyes részfeladatok sokkal több időt vettek igénybe, mint amennyit a műveleti tervben előre terveztek, ezért a feszültség rendkívüli módon megnövekedett a legénység és az irányítás között, amely időnként nyílt vitákba torkollott. Mindezek ellenére az expedíció technikai céljait, az űrhajó működőképességének igazolását sikerült maradéktalanul teljesíteni. A NASA vezetése a leszállás után „101 százalékos repülésként” értékelte az Apollo–7 útját. Az űrhajó az Atlanti-óceánon szállt le a é. sz. 27° 32′ 00″, ny. h. 64° 04′ 00″27.533333°N 64.066667°WApollo 7 leszállóhely koordinátákon, közel Bermudához, a Sargasso-tengeren. A siker egyben elhozta a végső engedélyt az Apollo–8 számára a holdrepülés megkísérlésére.

## A repülés

### Start

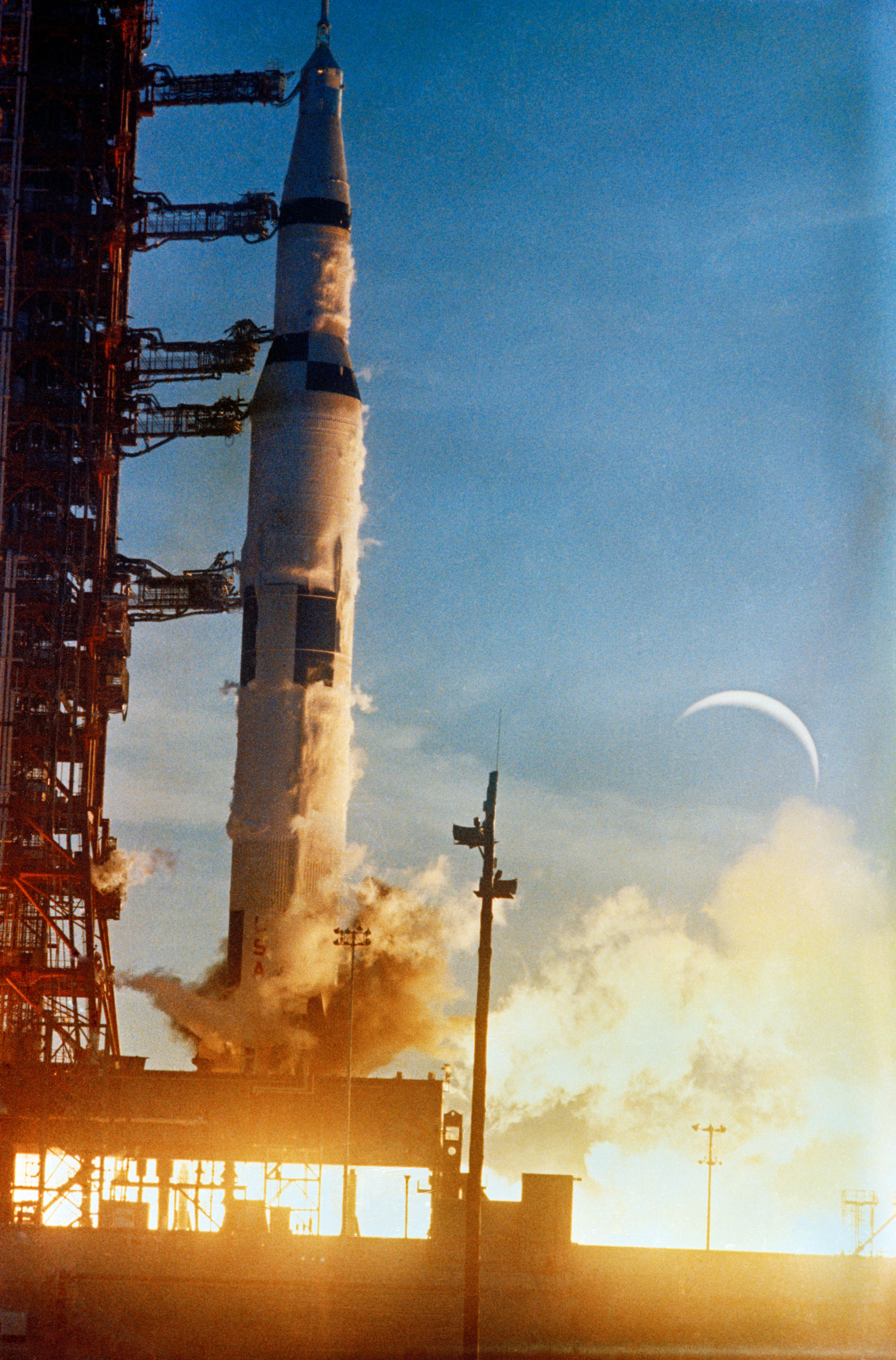
Az Apollo–8 indítása

A startra 1968. december 21-én került sor, első alkalommal használva a Saturn V-öt élesben, emberekkel a tetején helyet foglaló Apollo űrhajóban. A felbocsátás során három apróbb hiba merült fel: az első fokozat hajtóművei egy kicsit alulteljesítettek – 0,75% tolóerőkiesés volt mérhető –, amelyet a fokozat 2,45 másodperccel hosszabb működésével kompenzáltak, majd a második fokozat hajtóműveiben kisebb oszcilláló nyomásváltozások jelentkeztek (hasonlóak, mint az Apollo–6 esetében, csak sokkal kisebb intenzitásúak, Bill Anders találó leírása szerint olyan érzetet okozva, „mintha öreg vonat futott volna ócska síneken”), így e hibák eredőjeként a pályaadatok egy kissé eltértek a tervezettől. A Föld körüli pálya végül 183,2 × 190,6 kilométeres ellipszis lett a tervezett 185 kilométeres körpályával szemben. A harmadik fokozatot még nem választották le, az űrhajó és az S-IVB összekapcsolva maradt.
A Föld körüli pályára állás után másfél fordulatig – összesen 2 óra 28 percig – tartó rövid időszak következett, egy teljes rendszerellenőrzés időtartama. A műveleti utasítás szerint a biztonság érdekében csak tökéletes űrhajóval indulhatott a Holdhoz az Apollo–8, ezért a legénységnek mindenre kiterjedő ellenőrzést kellett tartania, mielőtt megkapta az engedélyt a holdirányú gyorsításra. A legfontosabb ellenőrzés a gyorsítást végző rakétafokozat működőképességének ellenőrzése volt, ezen múlott minden, és ez volt az a művelet, amely az Apollo–6 esetében nem sikerült. A start után 2 óra 27 perc 22 másodperc telt el, amikor Michael Collinson keresztül a repülésirányító megadta az engedélyt:
„Apollo–8, indíthatjátok a TLI-t. (Apollo 8. You are Go for TLI.)”
Nem sokkal később az S–IVB fokozat hajtóművének újraindításával megtörtént a TLI (Trans Lunar Ignition – Hold irányú hajtóműindítás), 5 perc 17 másodperces gyorsítással 10 822 m/s sebességre tett szert az űrhajó. Ezzel Borman, Lovell és Anders lettek a világ leggyorsabb emberei, az addig az időig bármilyen járművel elért legnagyobb sebesség rekordjának tulajdonosai.
A felszállás legutolsó művelete az S–IVB leválasztása, majd egy összekapcsolódási kísérlet elvégzése volt a leválasztott rakétafokozattal. Ebben az űrhajó először levált a fokozatról, majd eltávolodott tőle, a kereszttengelye körül 180 fokos fordulatot végzett (azaz hátraarcot csinált úgy, hogy közben a repülés iránya nem változott meg) és visszanavigált az S–IVB-hez, mintha ezúttal az orrával akarna hozzá kapcsolódni. Erre amiatt volt szükség, hogy kipróbálják a későbbi expedíciók számára, sikerülhet-e a holdirányra állás után összekapcsolódni a rakétafokozatba ágyazott holdkomppal. Az űrhajósok leválasztották tehát az S–IVB-t, és elkezdték a fordulási manővert, miközben fotókat készítettek. Közel navigáltak a fokozathoz, ezzel igazolták a képességet a holdkomppal való jövendőbeli összekapcsolódásra. Borman aggódott az összeütközés miatt és túl akart már lenni a manőveren, ezért kezdeményezte az eltávolodási manővert az irányításnak. Ám a manővert elhibázták, az űrhajó enyhén letért a szabad visszatérés pályájáról. Amikor a megfordulási manővert végezték az űrhajósok, először került a látómezejükbe a távolodó Föld, amely immár gömbbé zsugorodott, először láthatta emberi szem bolygóként a Földet, először volt, hogy nem töltötte ki a látómezőt teljesen az alant elforduló felszín.

Az oly sok problémát okozó S-IVB a leválás után

Öt órával a start után az S-IVB és az űrhajók szétválása után az irányítás más pályára állította a feleslegessé vált rakétafokozatot, hogy az a későbbiek során sehol se zavarja az űrhajósok útját. Ehhez az üzemanyagmaradék kiáramoltatásával nyertek tolóerőt, amely végül azt eredményezte, hogy a rakétafokozat biztosan nem követi az űrhajót a Holdhoz vezető pályáján, hanem elrepül az égitest mellett, és ezzel Nap körüli pályára áll. Az S-IVB végül egy 0,92 × 0,99 CsE kiterjedésű Nap körüli ellipszis pályára állt, 340,80 nap keringési idővel. A rakétafokozat pályamanővere után egy újabb, soron kívüli pályamódosításra kellett sort keríteni, a Borman türelmetlensége miatti elhibázott manőverek ugyanis az űrhajót nem megfelelő pálya felé irányították, és az irányítás túl közelinek találta a két űreszközt.
A Hold felé vezető út kezdő szakaszát, a pontos pályabeállást egy utolsó pályaközi korrekció zárta le. 10 óra 55 perccel a start után egy újabb pályamódosítás következett, azonban ezúttal nem a kormányhajtóművekkel, hanem a főhajtóművel. Ezzel egyúttal megtörtént az SPS hajtómű tesztje is. A korrekció után az űrhajó stabilan a szabad visszatérés pályáján haladt. A manőverek közben az űrhajósok átszelték a Van Allen öveket is, amelyről korábban tudósok azt gondolták, hogy akár halálos dózisú sugárzás is érheti benne az űrhajósokat, a repülés idejére viszont ezt a „várható dózist” a szakemberek 1 milligray-ben határozták meg, azaz nagyjából az átlagos földfelszíni normál sugárzási érték egyéves mennyiségének fele-harmada, vagy más összehasonlítást használva egy mellkasröntgen sugárterhelése. A repülés után az űrhajósok ruhájára erősített egyéni doziméterek kiértékelése szerint az Apollo–8 személyzetét 1,6 mGy sugárterhelés érte.

### Odaút
Pályabeállítások

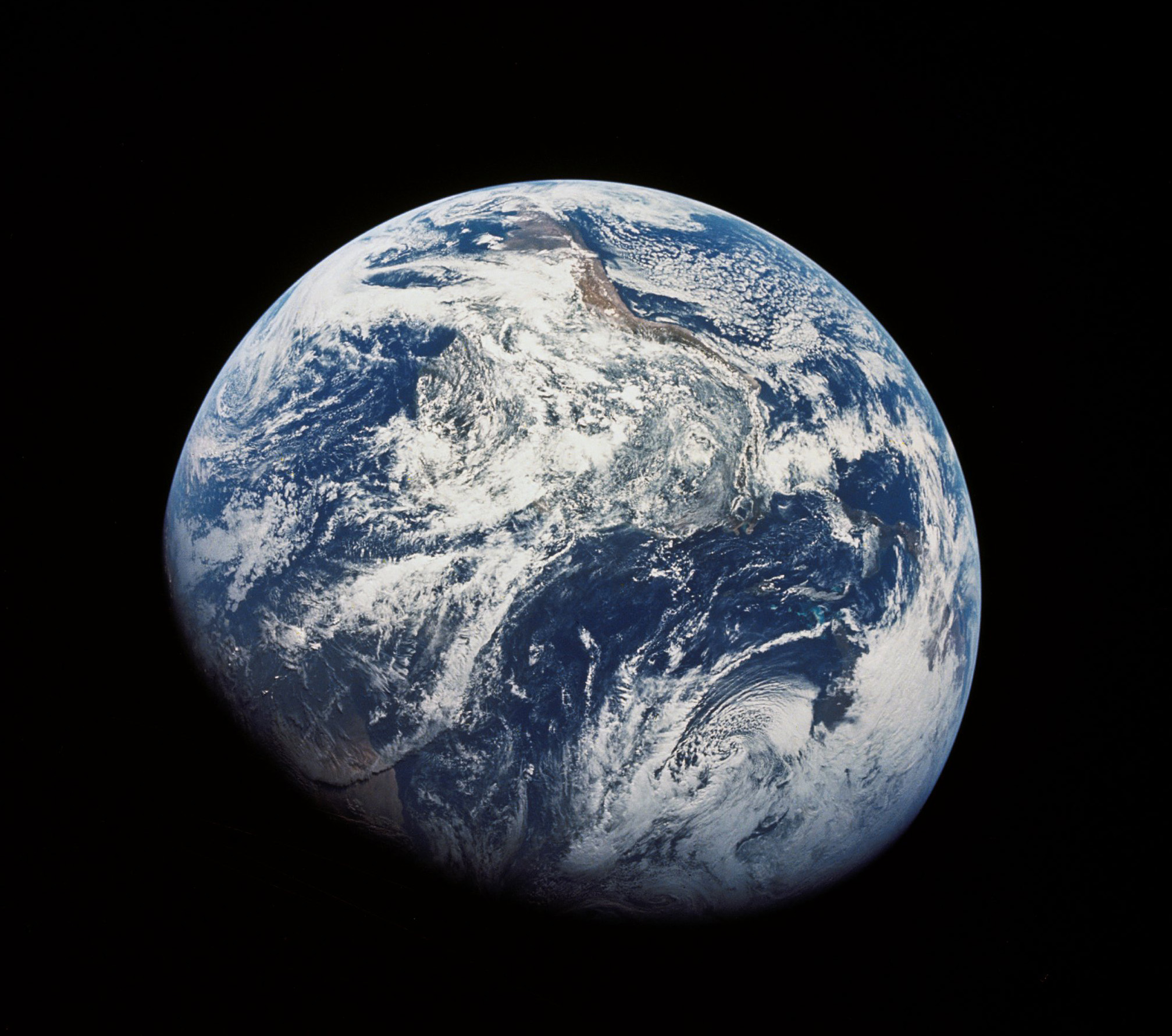
Az Földről készült első olyan kép, amely távoli bolygóként ábrázolja lakóhelyünket

A pályaszámítások szerint három napig tartott az odaút. Ez látszólagos ellentmondást rejt, hiszen a közel 40 000 km/h-s kezdősebesség, valamint az alig 400 000 kilométeres távolság nem ad ki ilyen hosszú „menetidőt”. Ennek az a magyarázata, hogy az űrhajó nem egyenesen repült a Holdhoz – mivel az maga is mozgásban volt, így inkább egy számított ponthoz tartott az Apollo–8, ahol a starthoz képest három nap múlva lesz a Hold –, hanem egy S alakú pályán, valamint a gravitáció lassító hatását is el kellett szenvednie. (A Földről induló űrhajó egyre lassul a kifelé vezető pályáján, mivel a bolygótest gravitációja folyamatosan visszafelé húzza, egészen addig, míg egy másik test gravitációs terébe nem lép, ahonnan már annak gravitációja érvényesül inkább, mint a Földé. Az űrhajó ezeknek a törvényeknek engedelmeskedve egészen 320 000 kilométeres távolságig egyre lassult, kezdősebességének mintegy a tizedére, mire átlépett a Hold gravitációs terébe.)
A pályabeállító manőverek utáni első feladat a térbeli helyzet megállapítása volt, ez Lovell feladata volt. Ez lényegében egy biztonsági művelet volt a repülési tervben, mivel az irányítás pontosan meg tudta határozni az űrhajó helyzetét és ennek alapján mindig kész volt koordinátákat szolgáltatni a számítógép számára, amelyekből aztán a gép kidolgozta a pályakorrekciókhoz szükséges manőverek paramétereit, ám egy rádió-meghibásodás esetére az űrhajósoknak önállóan is hozzá kellett tudni jutniuk a helyzetük adataihoz. Lovell ezért egy szextánssal a Canopus, a Szíriusz és a Procyon csillagok helyzetét mérte ki a földi horizonthoz képest, így állapítva meg a pontos helyzetüket. A mérés nehézségekbe ütközött, mivel a még mindig közeli S-IV-ből nagy mennyiségű üzemanyagmaradék áramlott ki, fagyott meg, és a jégdarabokon csillogó fény megnehezítette a csillagok felismerését. A második feladat a hőkiegyenlítő forgás – az űrhajós szlengben „nyársonsütő üzemmód” – beindítása volt. Erre amiatt volt szükség, hogy a napsütés melegítő és az árnyékos oldalon a világűr hidegének hűtő hatását kiegyenlítsék, mivel a hőterhelés tönkretehette volna az űrhajót. A forgás rendkívül lassú volt, egy óra alatt egy fordulatot végzett az űrhajó, de ebbe nagyjából 30 percenként be kellett avatkozni, mivel az űrhajó nem volt képes tökéletesen a hossztengely körül forogni, az űrhajó orra egyre táguló köröket írt le a hossztengely körül, ezt kellett kézben tartani.
A parancsnok beteg
A repülés első napjának közepén a parancsnok váratlanul megbetegedett. Először rajta volt a sor, hogy aludni térjen (a NASA váltásokba szervezte a legénységet, mert úgy gondolták, hogy minden eshetőségre felkészülve legyen mindig egyvalaki a legénységből, aki nem alszik, ezért felváltva pihentek az űrhajósok). Borman nyugovóra tért, de képtelen volt elaludni a nyüzsgő kabinban, ahol a zsebkendőnyi területen a két másik űrhajós a munkáját végezte, a berendezések zajosan működtek és a rádió „be nem fogta a száját”. Borman egy órányi szenvedés után bevett egy Seconal altatópirulát, amitől végül elszenderedett, de hamarosan rosszullétre ébredt. Kétszer hányt, majd a hasmenés kapta el, de hirtelenjében nem vitt magával zacskót az ülések alatti térbe, ahová kissé félrevonult. A légteret apró hányás és ürülékcseppek töltötték be, amelyet Lovell és Anders megpróbált összeszedni. (A higiénián túl ennek praktikus okai is voltak, a műszerfal mögé nem mehetett nedvesség, mert az ott futó vezetékek csatlakozásainál rövidzárlatot okozhatott volna, és egy szikra a tiszta oxigénes környezetben az Apollo–1 tűzesetéhez hasonló balesetet okozhatott volna.) Borman először hallani sem akart róla, hogy bárki tudjon a rosszullétéről, ám Lovell és Anders addig győzködte az ellenkezőjéről, hogy egy titkosított rádiócsatornán keresztül (egy magnóra mondott és telemetriai adatok közé rejtett üzenetben) elmondták az irányításnak a problémát. Az orvosok rögtönzött konzíliumot tartottak egy elszeparált szobában, és hirtelen még annak lehetősége is felmerült, hogy visszafordítják az űrhajót. A diagnózis szerint Bormant vagy egy 24 órás fertőzés, vagy az altató mellékhatása dönthette le. Több későbbi űrrepülés és hasonló megbetegedés után Borman rosszullétét az űrhajósokat megtámadó űrbeli mozgásbetegség számlájára írták.
Tévéadások

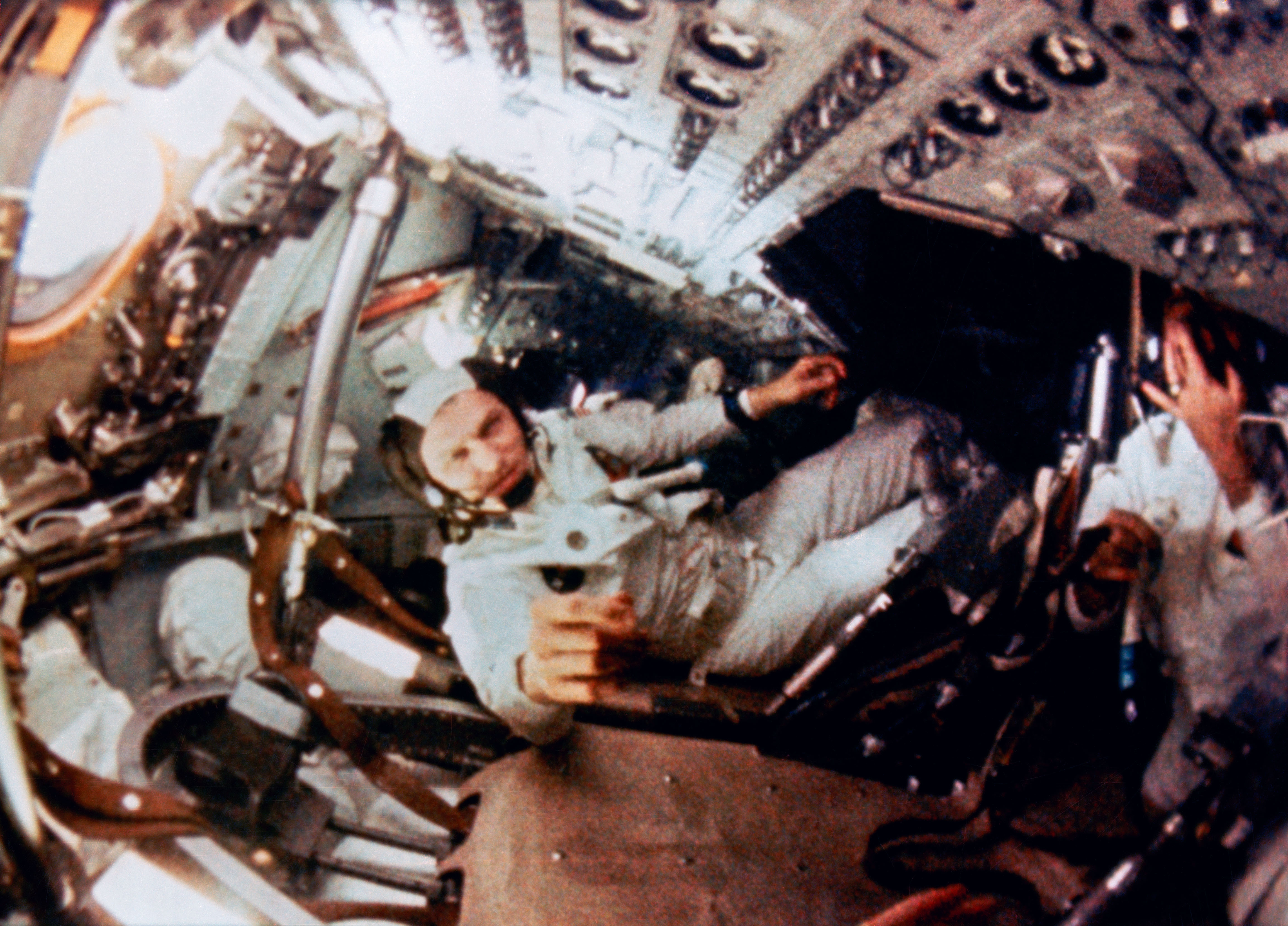
Tévéközvetítés útban a Hold felé

A repülés 31. órájában tévéközvetítést adtak az űrhajósok, először a Föld körüli pályán túlról. Ebben bemutatták az űrhajó belsejét, miképp élnek az űrhajósok egy hétig odafenn, és megpróbálták az egyre zsugorodó Földet is megmutatni a lakóinak. Az Apollo kamerája igen kezdetleges tévékamera volt, a Vidicon-csöves technika csak fekete-fehér képeket tudott közvetíteni, cserében viszont mindössze 2 kg tömegű volt (a súlytakarékosság kényszerű okokból végigkísérte az egész Apollo-programot). A kamerához két cserélhető lencsét vittek magukkal az űrhajósok, egy széles látószögű (160°) objektívet és egy szűk látószögű teleobjektívet. A közvetítés 17 percig tartott és csak a hajó belsejéből sikerült értékelhető képeket közvetíteni, a Föld bemutatása nem sikerült. Egyrészt szinte lehetetlen vállalkozás volt a kézben tartott kamerával, a szűk látószögű objektíven át becélozni a Földet úgy, hogy nem volt monitoruk az űrhajósoknak, amelyen át látták volna az általuk felvett képet, valamint a fényszűrő nélküli objektív is csak egy fényes foltként mutatta be a bolygót, túl nagy volt a kontraszt az űr sötétje és a fényben fürdőző Föld között.
Újabb egy nappal az első után, a repülés 55. órájában megint tévéközvetítés következett a repülési tervben. Ezúttal is a távoli Föld bemutatása volt a fő attrakció, amely most már – némi lelemény nyomán, egy fényképezőgépre való fényszűrőnek a tévékamerára eszkábálásával – teljes sikert aratott. A színeket az űrhajósok szóbeli leírásával pótolták. Az adás 23 percig tartott.
Átlépés a Hold vonzásába
Alig ért véget a tévéközvetítés, ismét történelmi pillanat következett: repülés 55. óra 40. percében az űrhajó elhagyta a Föld gravitációs terét és átlépett a Hold vonzáskörzetébe. Ez inkább csak egy pillanat, mintsem érzékelhető, meghatározható hely volt, és mindössze abban merült ki, hogy a Föld visszahúzó, lassító ereje megszűnt, és immár a Hold vonzása vált nagyobbá, újra gyorsítva az űrhajót. Bormanék 62 377 kilométerre jártak ekkor a Holdtól, és az űrhajó 4392 km/h sebességre lassult.
A repülés 61. órájában végrehajtották a második pályaközi korrekciót, amely már a legutolsó művelet volt a holdpályára állás előtt. Az első pályaközi korrekció olyan tökéletesre sikerült, hogy további két tervezett pályamódosítást ki is lehetett hagyni, de a legutolsó pályabeállítást nem lehetett elhagyni. Ez a korrekció egy 0,61 m/s-os fékezés volt, amelyet a kormányhajtóművek (RCS) 11 másodperces, a menetiránnyal ellentétes irányú beindításával értek el. Ezzel a jelentéktelennek tűnő fékezéssel állították be az űrhajósok azt a távolságot – 115,4 km –, amellyel a Hold előtt elsuhantak a pályára álláskor. A Holdtól ekkor már csak 38 900 kilométerre volt az űrhajó. Érdekes módon az űrhajósok egy percig sem látták utazásuk célpontját, a Hold mindvégig éjszakai oldalát mutatta feléjük, mert a pályagörbe vonala mindvégig az árnyékos oldal közepét célozta. A hőkiegyenlítő forgás miatt az egyébként is félig átlátszatlanná vált ablakok nem a Hold irányába néztek, hanem kissé oldalra, a Hold az űrhajó látóterének holt terébe esett. Csak a Hold közvetlen közelébe érve pillanthatták meg a felszínt, amikor már a Hold körüli pályára állásra készülődtek az űrhajósok.

### Hold körüli pályán
Pályára állás

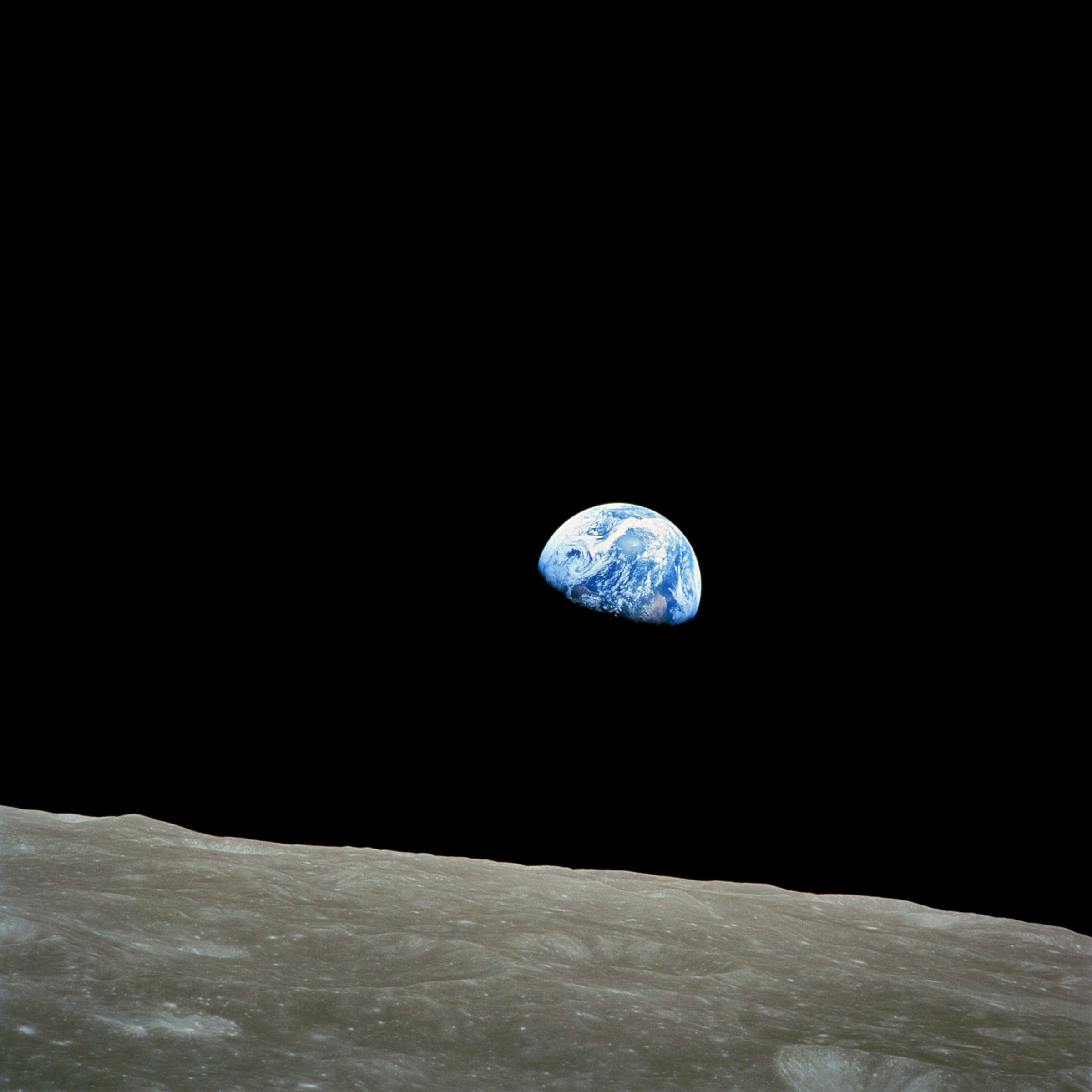
A híres fénykép: Földkelte, 1968. december 24.

A Hold körüli pályára állás a repülés 68. órájának 4. percében kezdődött, amikor Jerry Carr CapCom egy órával a műveletet megelőzően megadta az engedélyt a holdpályára állásra. Azért ilyen korán, mert a tényleges manőverre a Hold túloldala fölött, rádiótakarásban került sor, így az engedélyt már jó előre meg kellett kapniuk az űrhajósoknak. 68:58:06-nál az űrhajó eltűnt a Hold mögött, a rádiójel megszűnt (LOS - Loss of Signal). Nem sokkal később, 69:08:20,4-nél az automatika beindította az SPS hajtóművet (az űrhajósok pár perccel korábban aktiválták a fedélzeti számítógép megfelelő programját, amely a megfelelő időzítéssel indította el a hajtóművet, és 4 perc 7 másodperc múlva le is állította azt). Az egész küldetés legnagyobb várakozással övezett időszaka volt ez: ha a hajtómű nem, vagy nem tökéletesen működött volna, akkor többféle halálos forgatókönyv bekövetkezhetett volna. Ha a meghajtás elégtelen, vagy nem működik elég ideig a hajtómű, az űrhajó egy nagy excentricitású pályára áll, amelynek a vége a felszínbe csapódás, de az is lehet, hogy az űrhajó kiperdül a bolygóközi térbe, míg a túl hosszú idejű működés egy biztos és gyors becsapódást eredményez. Az irányítás számára csak akkor dőlt el a siker vagy a kudarc kérdése, amikor az űrhajó a Hold túloldalán előbukkant a rádiócsendből (ha a számított időben tűnt fel a jel, akkor minden rendben volt, ha előbb, vagy később, akkor rossz pályára állt az Apollo–8 és az űrhajósokra halál várt). Az Apollo–8 pontosan a számított időben tűnt fel a Hold mögül:

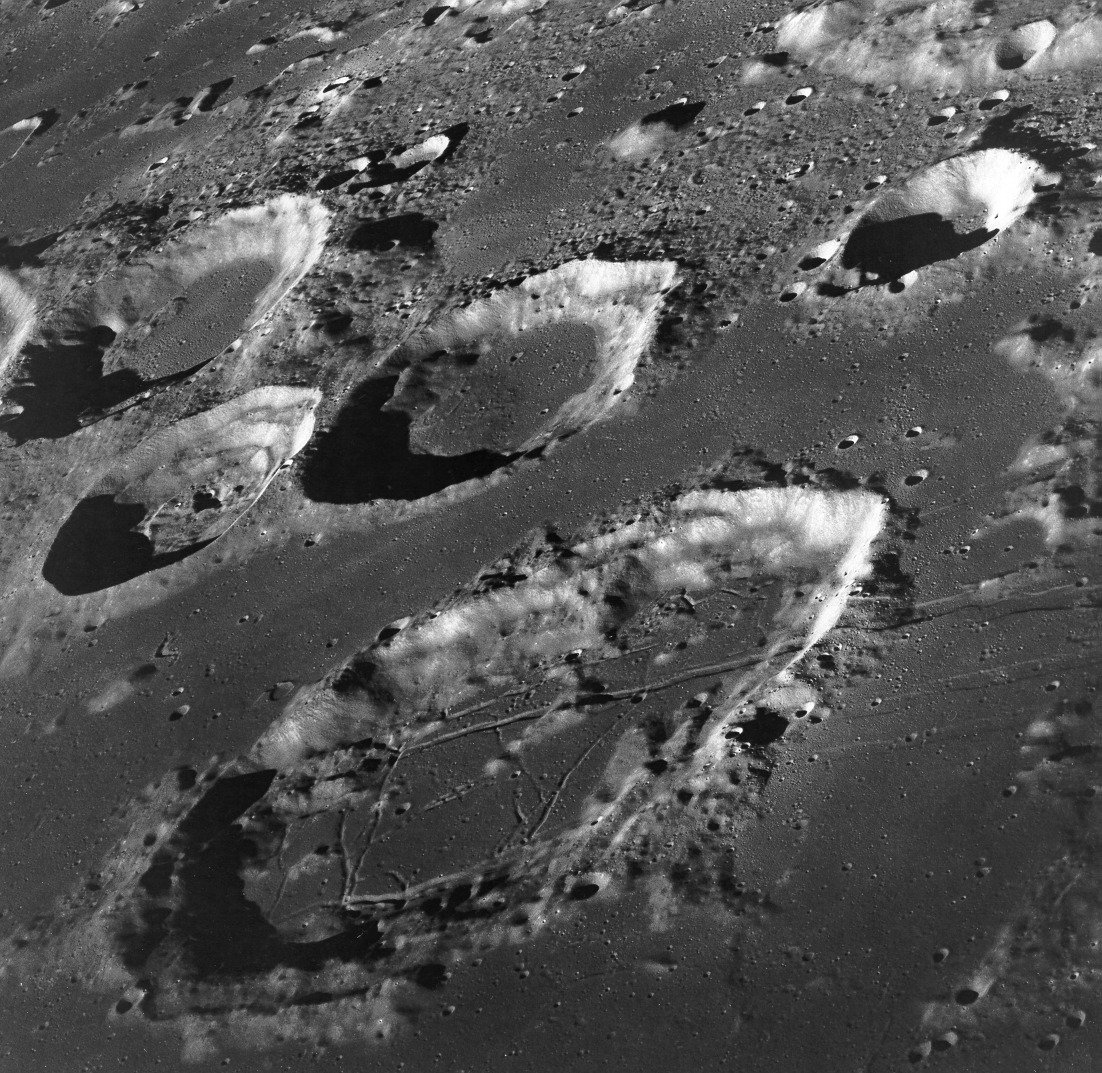
Kráterek és rianások a holdfelszínen

69:33:44 (CapCom): Apollo–8, itt Houston, vétel.
69:33:52 (Lovell): ...itt az Apollo–8. A fékezés teljesítve.
69:34:07 (CapCom): Apollo–8, itt Houston, vétel. Jó hallani a hangotokat.
A Hold túloldalát ezekben a percekben láthatta közvetlenül először emberi szem, korábban csak néhány fényképről ismerhette az emberiség. Az irányítás erről az új látványról kérdezett, és Lovell adta az első leírást a túlsó oldalról:
„A Hold lényegében szürke, semmi színe, úgy néz ki, mint a gipsz, vagy valamilyen szürke tengerpart. A legapróbb részletek is látszanak. A Termékenység Tengere nem üt el annyira a környezetétől, mint ahogy a Földről látszik. Nincs igazán nagy kontraszt közte és a többi kráter között. A kráterek kopottasak, egymás hegyén-hátán vannak, némelyik újabb keletű lehet. A legtöbbjük úgy néz ki – leginkább a kerek alakúak –, mint egy meteor-, vagy ágyútalálat. A Langrenus óriásinak látszik, a közepén központi csúccsal. A kráter falai teraszosak, hat vagy hét lépcső is látszik az aljukig.”
A fő feladat azonban nem a vizuális megfigyelés (és „élő rádióközvetítés”) volt, hanem a lehetséges Apollo leszállóhelyek felderítése. Erre tíz keringésnyi, nagyjából 20 órányi időt szánt a repülési terv. Az első keringés során egy fényképezőgépet rögzítettek az űrhajósok az egyik ablakra, és ezzel rögzítették az alant elhaladó felszínt. Erre a fotófelderítésre azért volt szükség, mert a rendelkezésre álló Lunar Orbiter fotók felbontása nem volt igazán jó, ezért a kissé alacsonyabban keringő Apollo–8 jobb fényképek készítésének lehetőségét rejtette. Különösen öt leszállóhely (azon belül is három fő jelölt) tartott számot nagyobb érdeklődésre, amelyek mindegyike kellőképpen síknak látszott egy későbbi esetleges leszálláshoz. A Hold egyenlítői sávjában egy +/– 5°-os területet szemeltek ki a kutatók az első leszállásokhoz (mivel ide lehet a legkisebb energiabefektetéssel leszállni és innen a legkönnyebb felszállni is), és az azon belül fekvő öt jelöltet fényképezték részletesen az űrhajósok. Az 1-es jelölt a Mare Tranquillitatis keleti felén feküdt, ez volt az a legkeletibb hely, ahová a telemetriai adatok és a hajtóműindítások időzítése alapján képes lehetett leszállni egy űrhajó. A 2-es ugyancsak a Nyugalom Tengerén, annak is a nyugati felén helyezkedett el – később ez lett a valódi első leszállási térség, az Apollo–11 leszállóhelye –, a 3-as pedig szinte a Hold felén forduló oldalának közepén a Sinus Medii síkságán. A további kettő inkább csak „biztonsági tartalék volt”. Bormanék fotóin az 1-es leszállóhely tűnt a legmegfelelőbbnek.
Pályamódosítás és tévéadás
Borman parancsnok, miközben két társa belekezdett a megfigyelésekbe, a repülés kulcsának számító SPS hajtómű adatait egyeztette az irányítóközponttal és megegyezett Houstonnal, hogy a következőkben minden újabb keringést megelőz majd egy „Mehet/Nem mehet” procedúra, majd annak alapján engedélyezik az irányítók az újabb kör megtételét. A parancsnoknak ez a kérése arra irányult, hogy ha valami elromolna, azonnal megszakíthassák a felfedező programot.
Később, a második keringésben, a kezdeti 310,6 × 111,2 km-es elnyújtott ellipszispályát kellett körpályává alakítani. Az új pálya – a 11 másodperces LOI–2 hajtóműindítás nyomán – 110,4 × 112,3 km-es lett. Ebben a körben sugározta a legénység a történelem első holdi tévéközvetítését is. A 13 perces adásban az alant elhaladó holdfelszínről készült képeket sugároztak az űrhajósok. A tévéadás minősége elég kifogásolható volt, a magas napállás miatt inkább csak fény- és árnyékfoltok látszódtak, mintsem markáns holdi alakzatok. Az adás értékét nagyban csökkentette, hogy az űrhajó ablakainak rögzítéséhez és szigeteléséhez használt anyag több ablakot beködölt, és egy ilyen csökkent átlátszóságú ablakra került fel a kamera, eleve homályos képek készítésének lehetőségével. Később azonban Anders áthelyezte a kamerát egy tiszta ablakra, s ettől kezdve jelentősen javult a képminőség.
Földfelkelte
A harmadik és negyedik körben a felszín szisztematikus megfigyelése folyt. A harmadik körben a felszín egyszerű fényképezése zajlott, a negyedikben pedig sztereo fényképek készítésébe kezdett a fotózásért felelős Anders. Ehhez változtatni kellett az űrhajó térbeli helyzetén, 180°-kal el kellett forgatni a kereszttengelyhez képest (addig gyakorlatilag a fékező gyújtás helyzetének megfelelő, a menetiránnyal ellentétes helyzetben – „hátrafelé” – repült az űrhajó, innentől kezdve „orral előre” helyzetbe kormányozta a parancsnok). Az űrhajó éppen a Túloldal felett repült és a horizont mögül előbukkant a Föld, az űrhajósok számára földfelkelte jelenséget létrehozva. (A kötött keringés miatt a holdfelszínről gyakorlatilag nem figyelhető meg földfelkelte, bolygónk lényegében egy helyben áll a holdi égen, csak a libráció miatt változtatja kissé a helyét. Földfelkelte csak a bolygótest körül keringő űrhajóból figyelhető meg – és a már említett libráció miatt egy-egy szűk sávban, meghatározott időszakokban a keleti és nyugati hosszúság 90°-a környékén.)
Borman készített egy fekete-fehér fotót, és felhívta társai figyelmét az érdekes jelenségre. A két megfigyelő űrhajós azonnal otthagyta a feladatát, és a jelenségről színes fotókat kezdtek készíteni. A fotókat később a Life Magazin azon száz fotó közé sorolta, melyek megváltoztatták a világot, és ma is a világ legismertebb felvételei között tartják számon.
Az űrrepülés ötvenedik évfordulójára a Nemzetközi Csillagászati Unió névadó bizottsága két kráternek adott nevet, amelyek láthatók a fejezet bevezető képén is. Az „Anders’ Earthrise” a Föld félgömbjétől 7 óra irányában látható nagy, de a környezettől a fényviszonyok miatt alig elkülönülő kráter. A másik, melynek neve „8 Homeward”, az előzőtől 11 óra irányában helyezkedik el, érintkezve a holdperemmel.
Alvás a Holdnál
A földfelkelte elmúltával az űrhajósok visszatértek a felszínmegfigyelési tevékenységükhöz. A műveleti terv szerint Bormannek aludnia kellett térnie. A parancsnok kisebb megszakításokkal két keringésnyi időt aludt. Közben Lovell ügyelt az űrhajó helyzetének megtartására, Anders fényképezett. Mikor a parancsnok a hatodik keringésben felébredt, hamar felfedezte, hogy társai végtelenül kimerültek. A kimerültségüket hibáik jelezték, nem értették a számukra feltett kérdéseket, vagy többször is válaszoltak egy-egy kérdésre. Borman átlátva a helyzetet, a tervben szereplő megfigyelések megszakítását és társai aludni küldését javasolta az irányításnak, akik egyetértettek a helyzetet jobban átlátó parancsnokkal. Borman motivációja egyszerű volt: ha nem tudnak hazatérni, mit sem ér az összes megfigyelés, márpedig a hazatérés kulcsa a Hold körüli pályáról való kigyorsítás manővere volt, és fáradt, hibázó legénységgel megnőtt egy végzetes hiba kockázata, ezt a rizikót akarta lecsökkenteni a parancsnok. Lovell és Anders természetesen lázadoztak a döntés ellen, ám Borman kitartott a döntés mellett, és a két űrhajós szintén két keringésnyi időt aludt.
Karácsonyesti tévéadás bibliai felolvasással

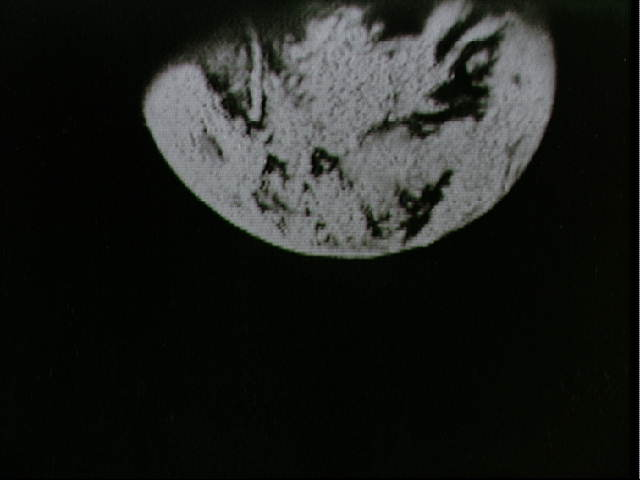
A Föld látványa az Apollo–8 karácsonyesti tévéadásában

Az aludni küldött űrhajósok a nyolcadik keringésben ébredtek fel, mert a kilencedik keringésben egy tévéközvetítés várt rájuk, amit nemcsak az irányítóközpontban fogtak, hanem az adást átvehették a tévétársaságok is, és világszerte fogható volt, ahogy a három űrhajós a Hold körül kering karácsony este. Az adás szinte azonnal elkezdődött, ahogy az űrhajó előbukkant a holdgömb mögül. Az adásban bemutatták a Föld látványát 400 000 kilométer távolságból, valamint képeket sugároztak az alattuk elhaladó holdi tájakról. Közben a saját benyomásaikat osztották meg a nézőkkel:
Borman: …az én benyomásom, hogy (a Hold) egy óriási, magányos, félelmetes valami, a semmi megtestesülése…
Lovell: …félelmetes ez az itteni végtelen magány, azt juttatja eszedbe, amit hátrahagytál a Földön. Innen nézve a Föld egy hatalmas oázis az űr végtelenjében…
Anders: …engem leginkább a holdi napfelkelte és naplemente fogott meg. Ezek mutatják meg leginkább a felszín vad szépségét…
Ezt követően az alant elhaladó látványt kommentálták az űrhajósok, útba igazítást adva, melyik krátert, hegységet, vagy más jellegzetességet látják éppen a nézők. A Hold a földi nézők számára a fényfázisa elején volt (vékony sarlót mutatott a növekvő fázisban), és az űrhajósok hamar, nagyjából 23 perc alatt elérték a holdi naplemente vonalát. Mielőtt ez megtörtént volna, eljött a közvetítés csúcspontja: az űrhajósok felolvastak a Bibliából. A parancsnok egy barátja javaslatára a Teremtés Könyvét választották, és a karácsony estéhez, valamint a küldetésük grandiózus hangulatához – szerintük – jól illő idézetekkel üzentek haza a Földre. Először Anders olvasott fel egy szakaszt a teremtés-történetből, majd Lovell következett egy újabbal, végül Borman zárta a sort. Neki jutott osztályrészül, hogy a közvetítés ezen záróakkordjával el is búcsúzzon a világ addigi legnagyobb tévéközönségétől: „És ezzel búcsúzik az Apollo–8 legénysége, jó éjt, sok szerencsét, boldog karácsonyt és Isten áldását kívánva mindenkinek, mindenkinek a drága Földön.”
A közvetítés végeztével lezárult az utolsó teljes keringés, következett a tizedik kör, amelyben már a hazatérés előkészületei folytak. A hazainduláshoz – ugyanúgy, mint érkezéskor – a Hold túloldala felett, rádiócsendben kellett egy hajtóműgyújtást végezni, amellyel az égitest vonzásából való kiszakadáshoz elegendő sebességet nyerhettek a holdutazók. Az odaérkezéskori fékezés mellett ez a manőver számított az egész expedíció kulcsának, ennek rizikóját (a B terv hiányát) vállalta fel a NASA a kezdetek kezdetén. A manőver tökéletesen sikerült, az űrhajósok pontosan a megfelelő pályán indultak hazafelé.

### Visszaút
Navigációs hiba

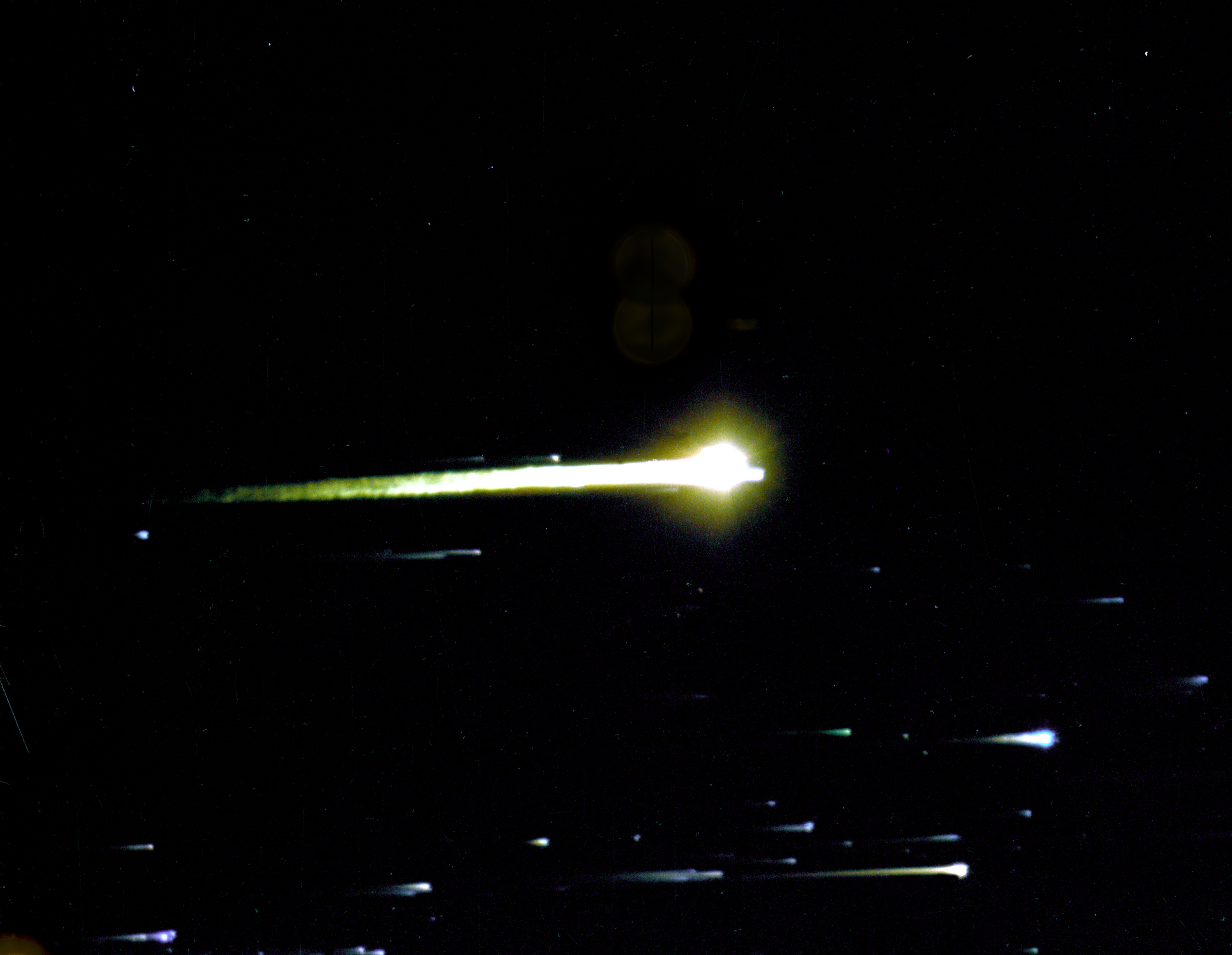
A hazatérő, a légkör sűrű rétegeiben felizzó Apollo–8 egy repülőgépről fényképezve (a kisebb tűzcsóvák a hőpajzs elégő és leváló darabkái)

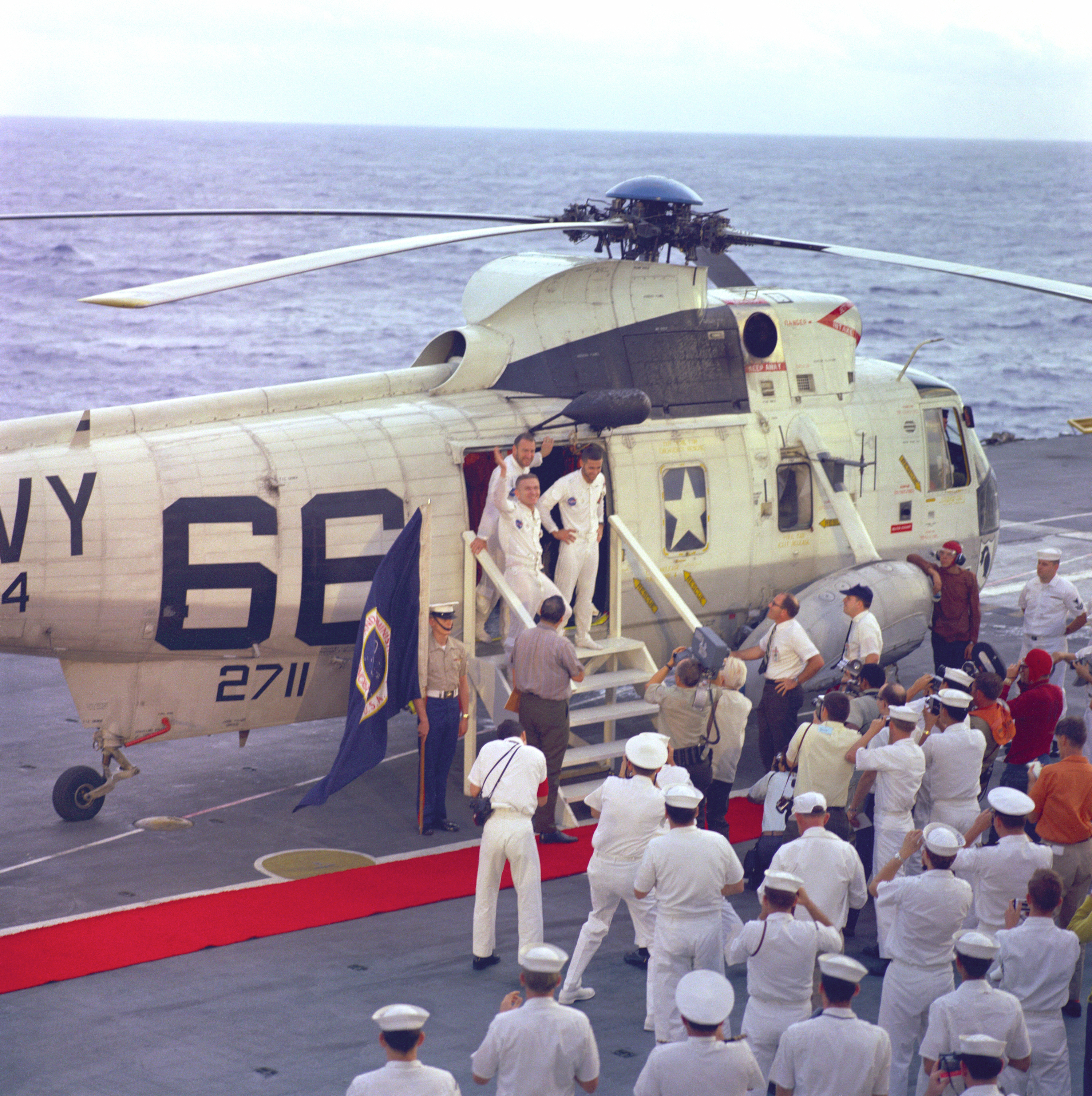
Frank Borman, James Lovell és Bill Anders az őket az óceánból kiemelő helikopterről a USS Yorktown fedélzetére lép

A hazaút viszonylag eseménytelenül telt el. Az első említésre méltó mozzanat Lovell kapitális hibája volt: a parancsnoki modul pilótája véletlenül kitörölte a navigációs adatokat a számítógépből. A legénységet akkor érte meglepetés, amikor emiatt az űrhajó elkezdett más helyzetet felvenni, hisz a kitörölt navigációs adatok híján igyekezett felvenni egyfajta alaphelyzetet, amely nem volt más, mint az indítóálláson rögzített utolsó „függőleges pozíció”. Először kézi vezérléssel a Rigel és a Szíriusz alapján betájolták magukat, majd Lovell csillagmérései alapján újrakalibrálták a számítógépet, és a hajó újra normális helyzetbe állt be.
Az űrhajósok karácsonya
A hazaút első napjának délutánján újabb tévéadás következett, immár az ötödik az út során. Az űrhajósok ezúttal is – az odaúthoz hasonlóan – az űrbeli élet szép és humoros oldalát mutatták be a nagyjából negyedórányi adásban. A tévéadás után következett a legénység karácsonya. A három holdutazó felesége kis csomagokat csomagolt az útra, amit eddig a pillanatig tilos volt kinyitniuk, most eljött az idő, az űrhajósok kibontották a karácsonyi ajándékaikat. Deke Slayton pedig az ünnepi vacsoráról gondoskodott, a Hadsereg legújabb fejlesztését, vákuumcsomagolt valódi pulykahúst, tölteléket és áfonyadzsemet kaptak az addigi íztelen űrhajóskoszt helyett, mellé három kis üveg brandyvel (amelyeket tartva a negatív sajtóvisszhangtól, mégsem bontottak fel Bormanék).
Leszállás
Az út legutolsó kockázatos manővere a légköri visszatérés volt. Két fő rizikót tartogatott a művelet. Egyrészt az óriási sebesség miatt megfelelő belépési szögben kell az űrhajónak a légkörön áttörnie. Ha a szög túl lapos, az űrhajó lepattan a légkörről, mint a vízen kacsázó kavics, ha túl meredek, az űrhajó darabokra törik a lassulásnál fellépő erőktől, és elégett volna. A belépési szög 5,3 és 7,7 fok között volt megfelelő, az űrhajó végül a megfelelő szögben érkezett a Földhöz. A másik kockázat a hőpajzs kipróbálatlansága volt. Az Apollo–8 minden addiginál nagyobb sebességgel érkezett vissza a Földhöz, ez minden addiginál nagyobb hőterhelést okozott a légkör átszelésekor a hőpajzson, és csak elméleti számítások léteztek ara, hogy az új alkatrész bírni fogja a hőt. Végül a légkörbelépés minden különösebb gond nélkül lezajlott.
A leszállásra 1968. december 27-én került sor a Csendes-óceánon a é. sz. 8° 07′ 30″, ny. h. 165° 01′ 12″8.125000°N 165.020000°WApollo 8 valószínű leszállóhely koordinátákon. A vízreszállás kisebb bonyodalmakkal ment végbe. Az óceánba csobbanó űrhajó leérkezése után a szél belekapott a dolgavégzett, instabillá váló ejtőernyőkbe, melyek vonszolni kezdték a kabint, végül fejtetőre állítva azt. Az ún. „Stabil 2-es” pozícióban úszó kabinban az üléseik szíján lógtak arccal lefelé az űrhajósok, amíg a kabin tetejére szerelt légballonok fel nem fújódtak és talpára nem fordították a kabint. Az űrhajósok megpróbáltatásai ezzel még nem értek véget. Mivel az űrhajó a hajnali órákban ért vizet, még sötét volt, és a NASA műveleti szabályai szerint csak világosban lehetett megkezdeni az űrhajósok kiemelését, várniuk kellett. Addig a USS Yorktown helikopterei és ledobott békaemberei vigyázták a kabint.

### Magyar irodalom
- Dancsó Béla: Holdséta - A Holdra szállás története, Novella Kiadó Kft, Budapest, 2004. ISBN 978-963-9442-24-5

### Külföldi irodalom
- Andrew Chaikin: A Man on the Moon, Time-Life Books, Alexandria (Virginia), 1999. ISBN 0-7835-5675-6

### Magyar oldalak
- Utazás a Hold körül: 35 éve startolt az Apollo–8 (1. rész) Űrvilág
- Utazás a Hold körül (2. rész): A Saturn V rakéta Űrvilág
- Karácsony a Hold túloldalán Archiválva 2013. december 24-i dátummal a Wayback Machine-ben IPM Magazin 2007/12.

### Külföldi oldalak
- Official NASA page for Apollo 8, including Christmas Eve broadcast (angol nyelven)
- Apollo 8 entry in Encyclopedia Astronautica (angol nyelven)
- The Apollo Spacecraft: A Chronology Archiválva 2017. december 9-i dátummal a Wayback Machine-ben (angol nyelven)
- Apollo Program Summary Report Archiválva 2006. szeptember 29-i dátummal a Wayback Machine-ben (angol nyelven)
- Hamish Lindsay: Apollo–8 (angol nyelven)

## Galéria

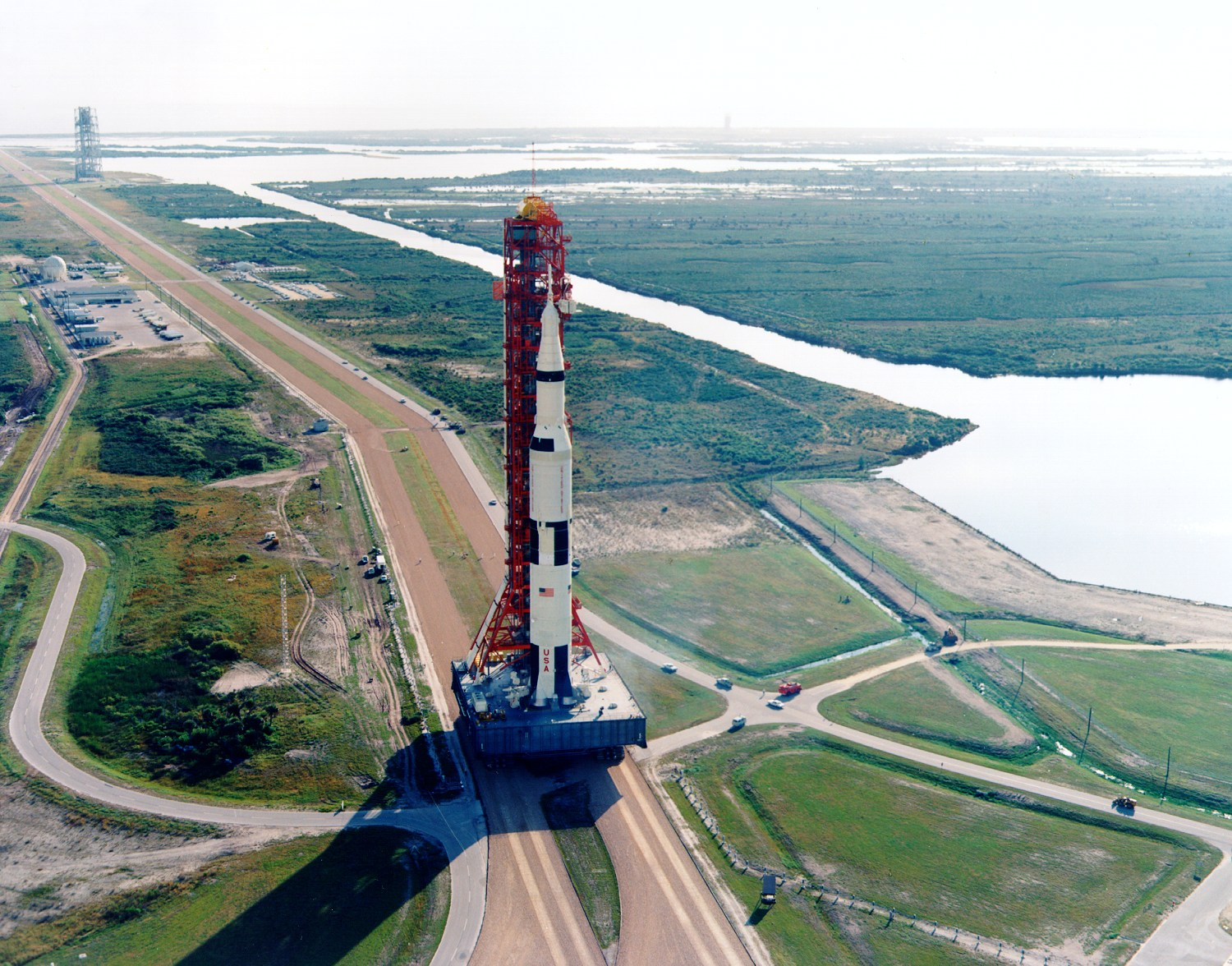
Az Apollo–8 az indítóállásba gördül
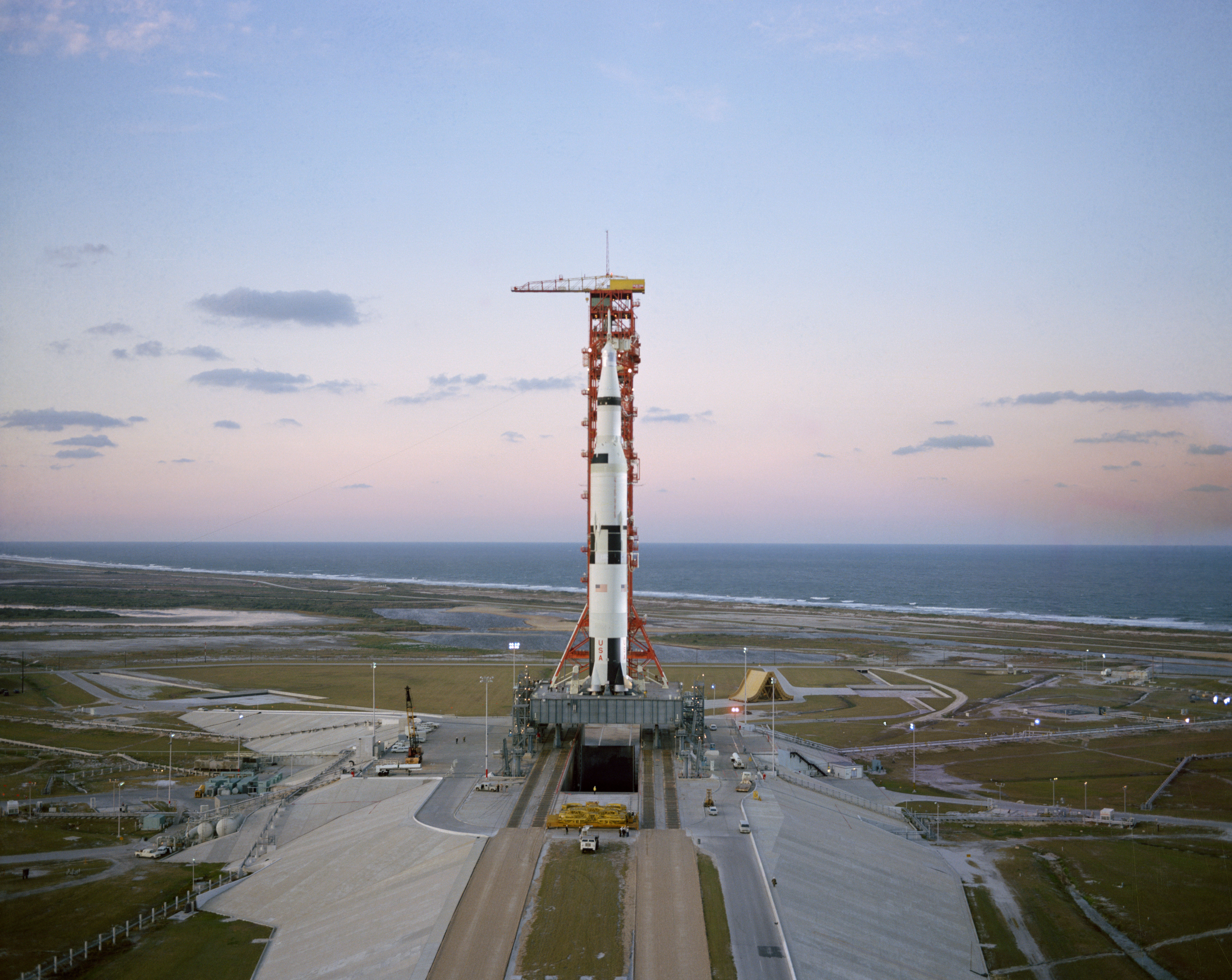
Hajnali kép, ahogy az Apollo8 az LC–39 indítóállásban áll
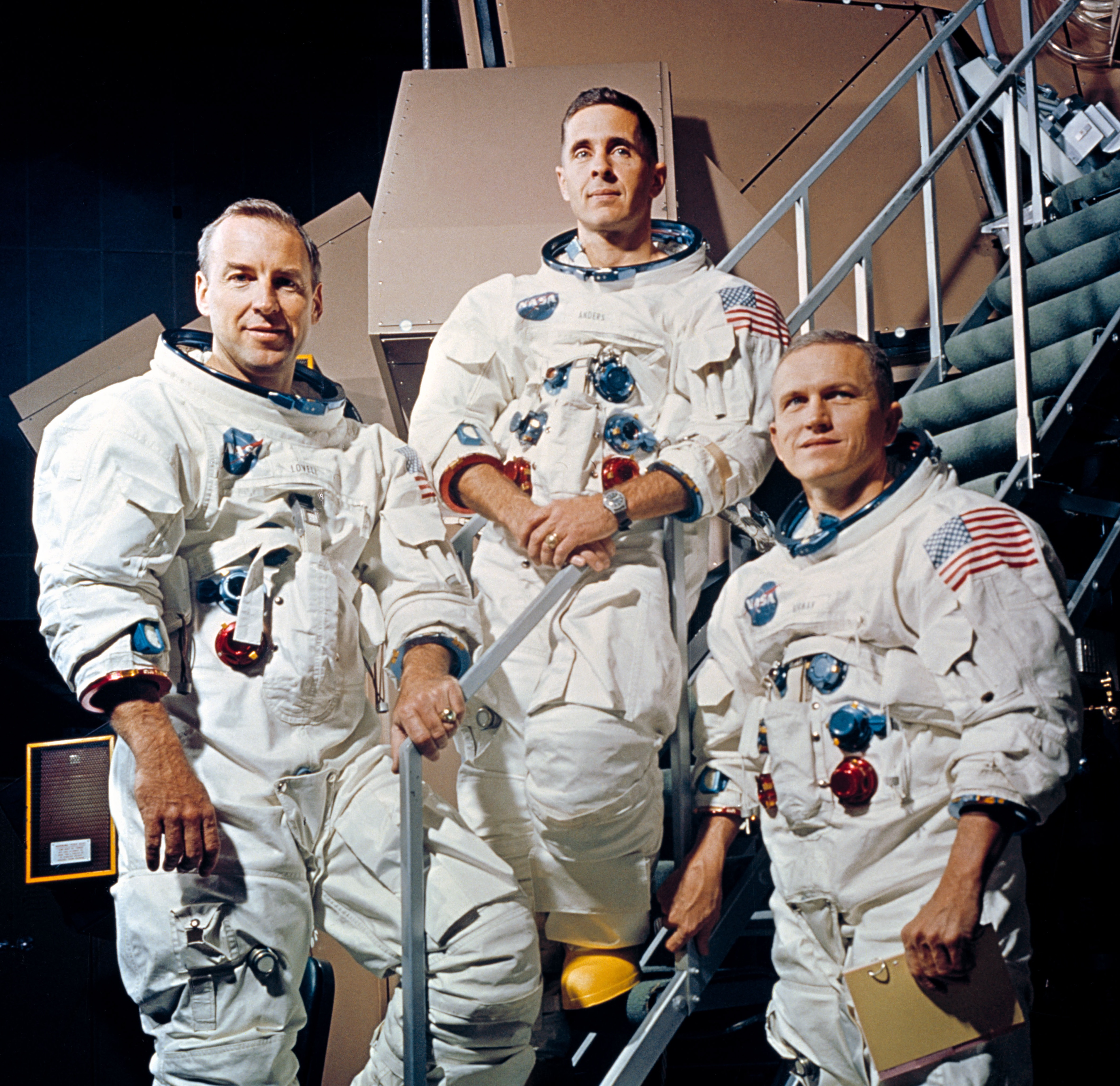
Hivatalos legénységi fotó
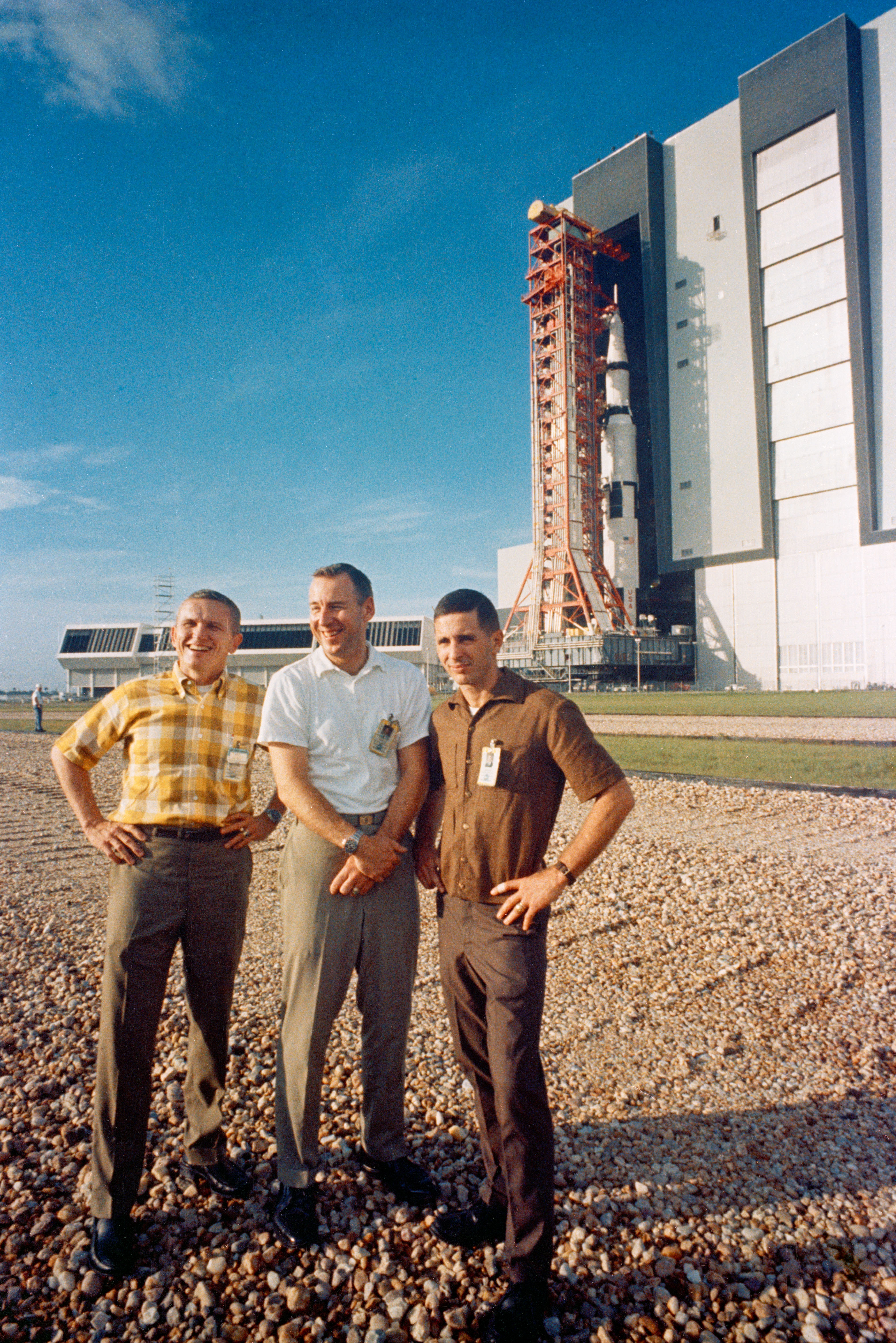
Sajtófotó, amelyen a legénység civilben pózol a VAB előtt
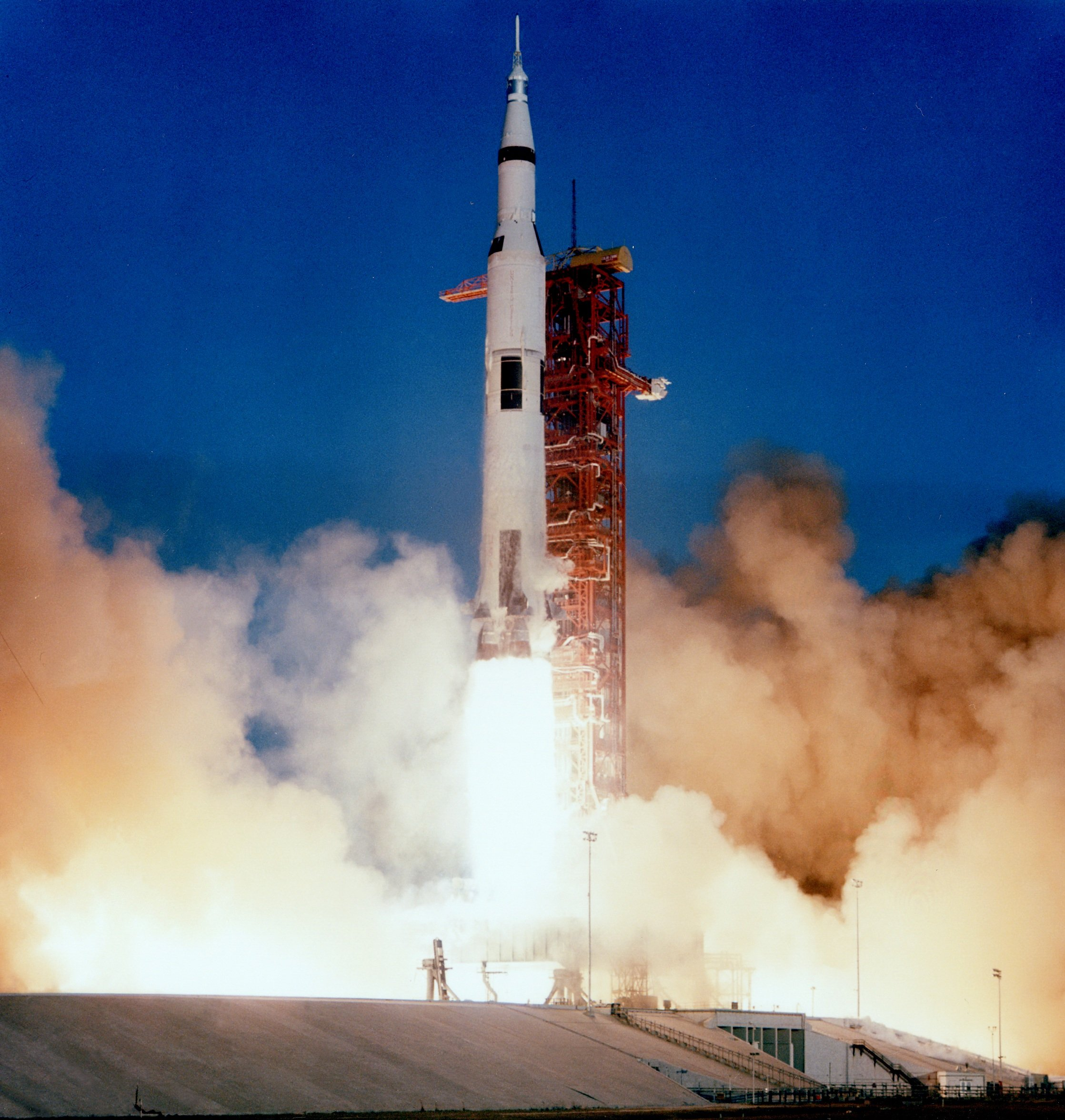
Az Apollo–8 startja
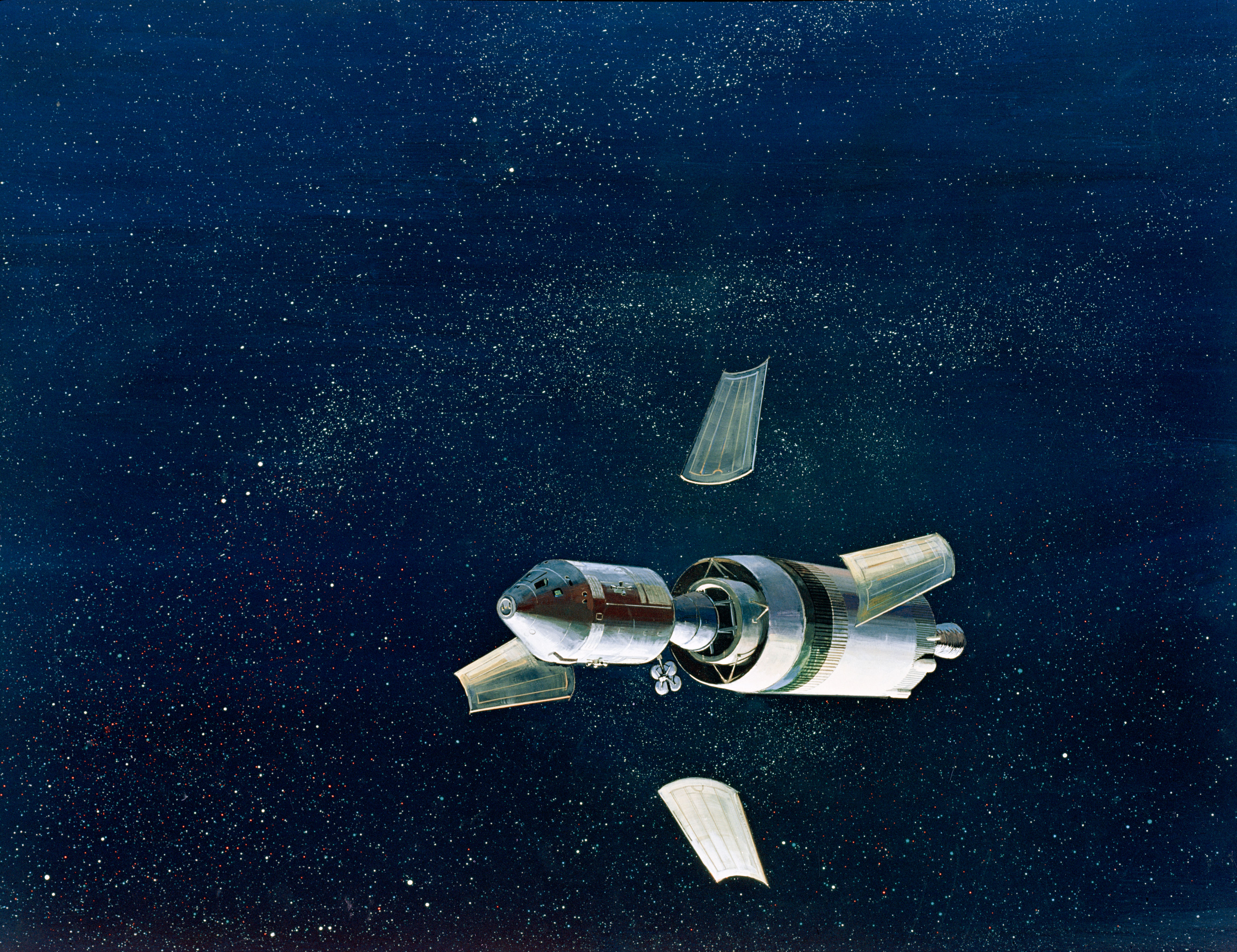
Művészi elképzelés, ahogy az Apollo űrhajó leválik az S–IVB-ről
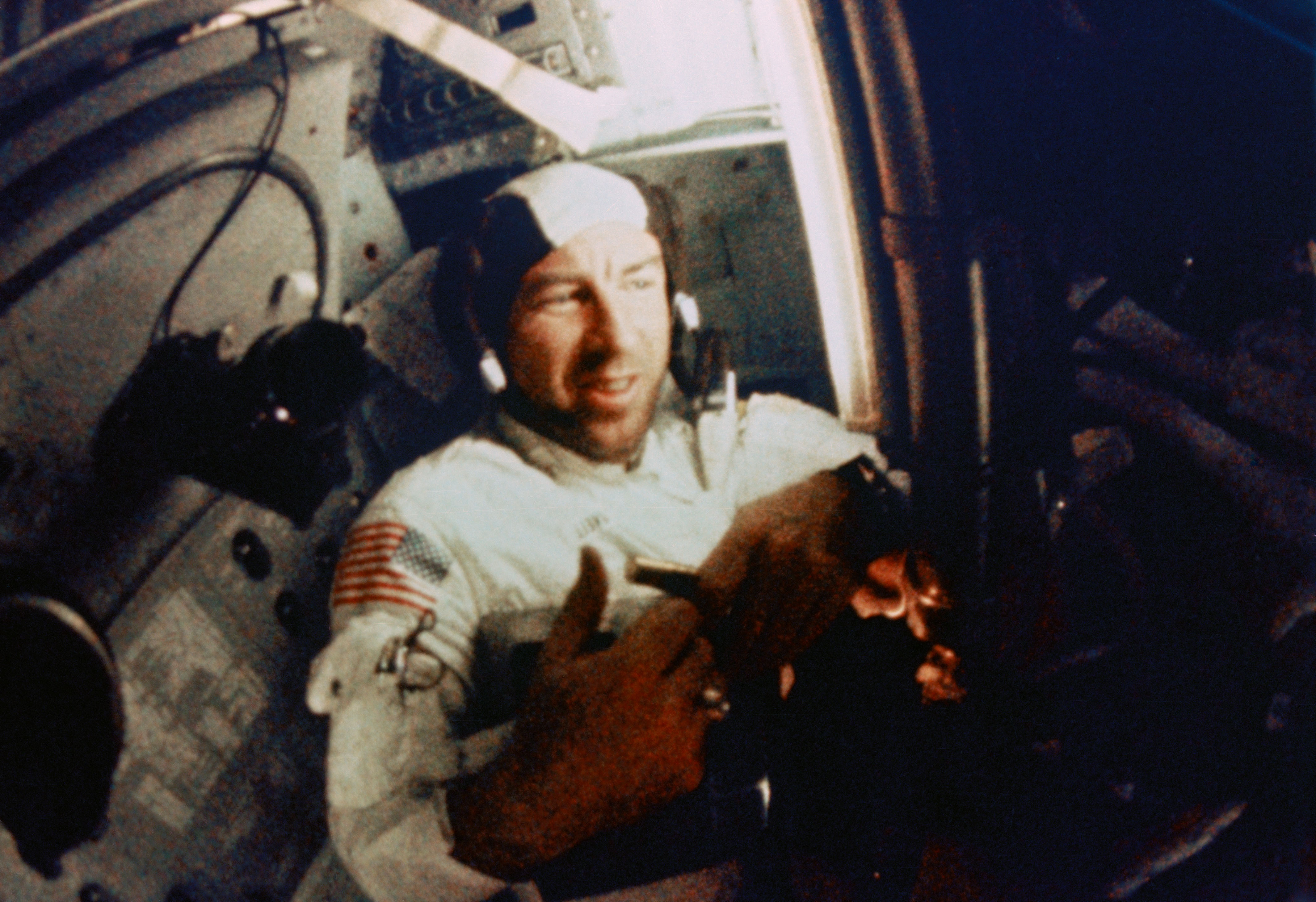
Jim Lovell repülés közben
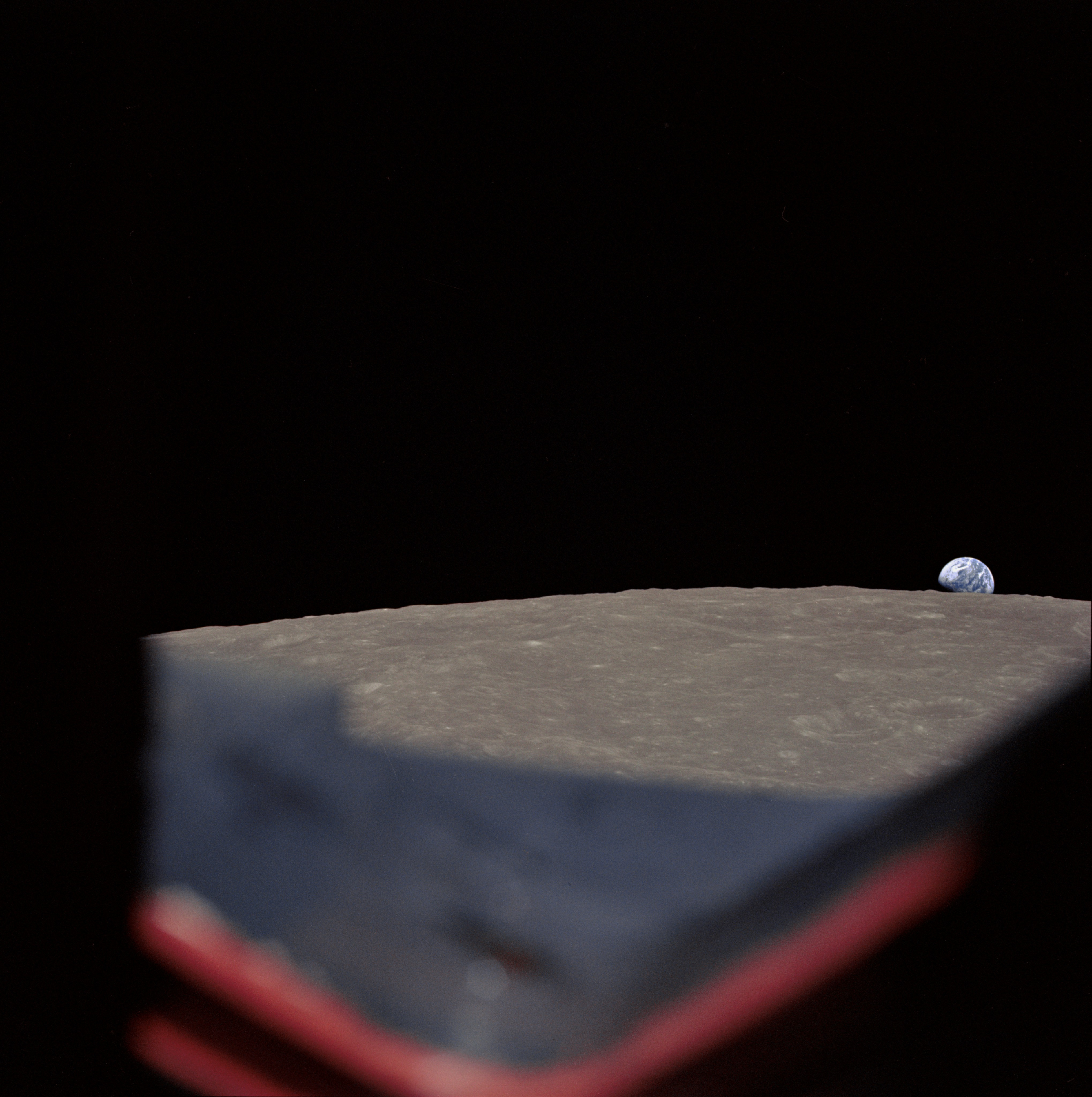
A világhírű „Holdkelte” fotó másik nézőpontból
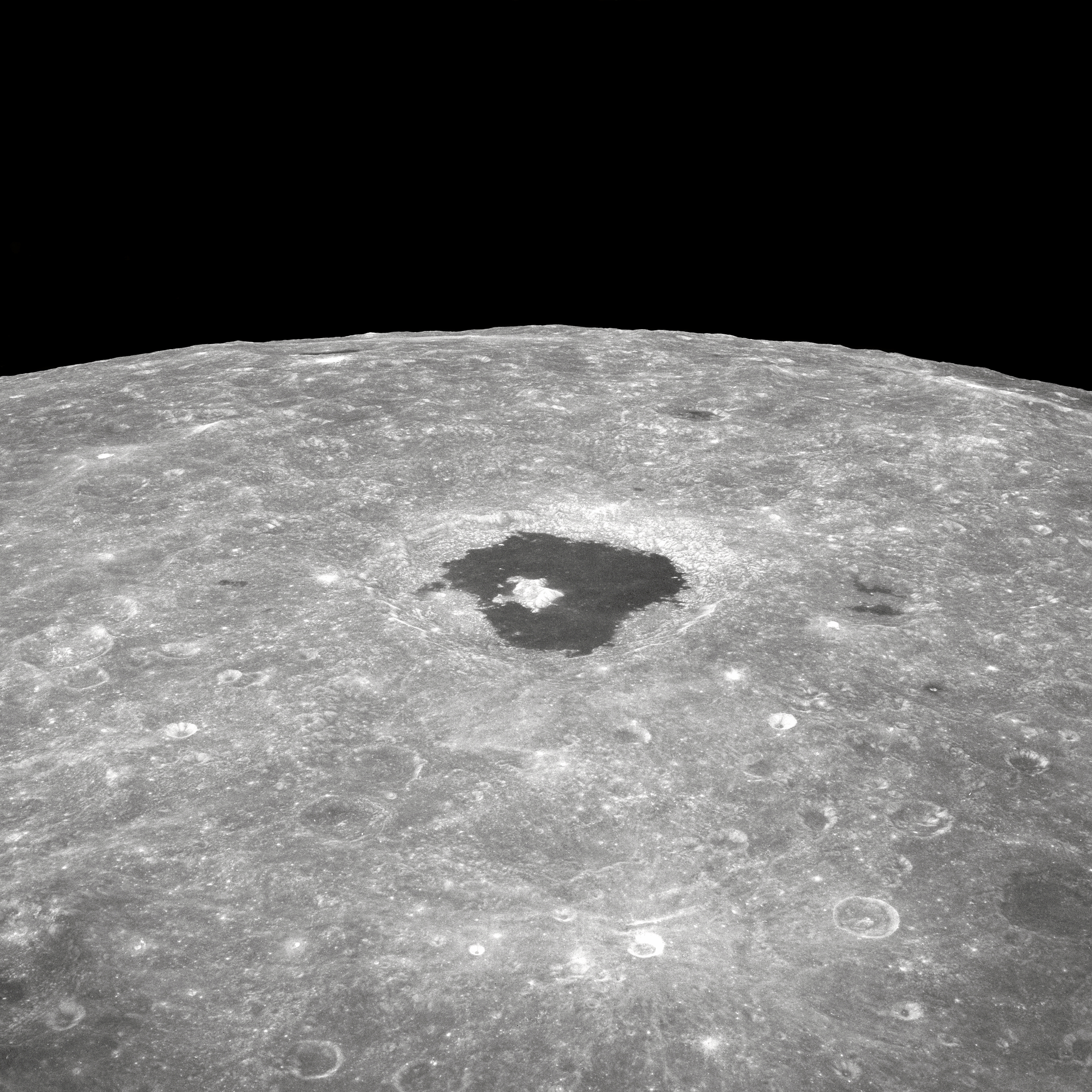
A Ciolkovszkíj kráter, a Hold túloldalának egyetlen holdtengere
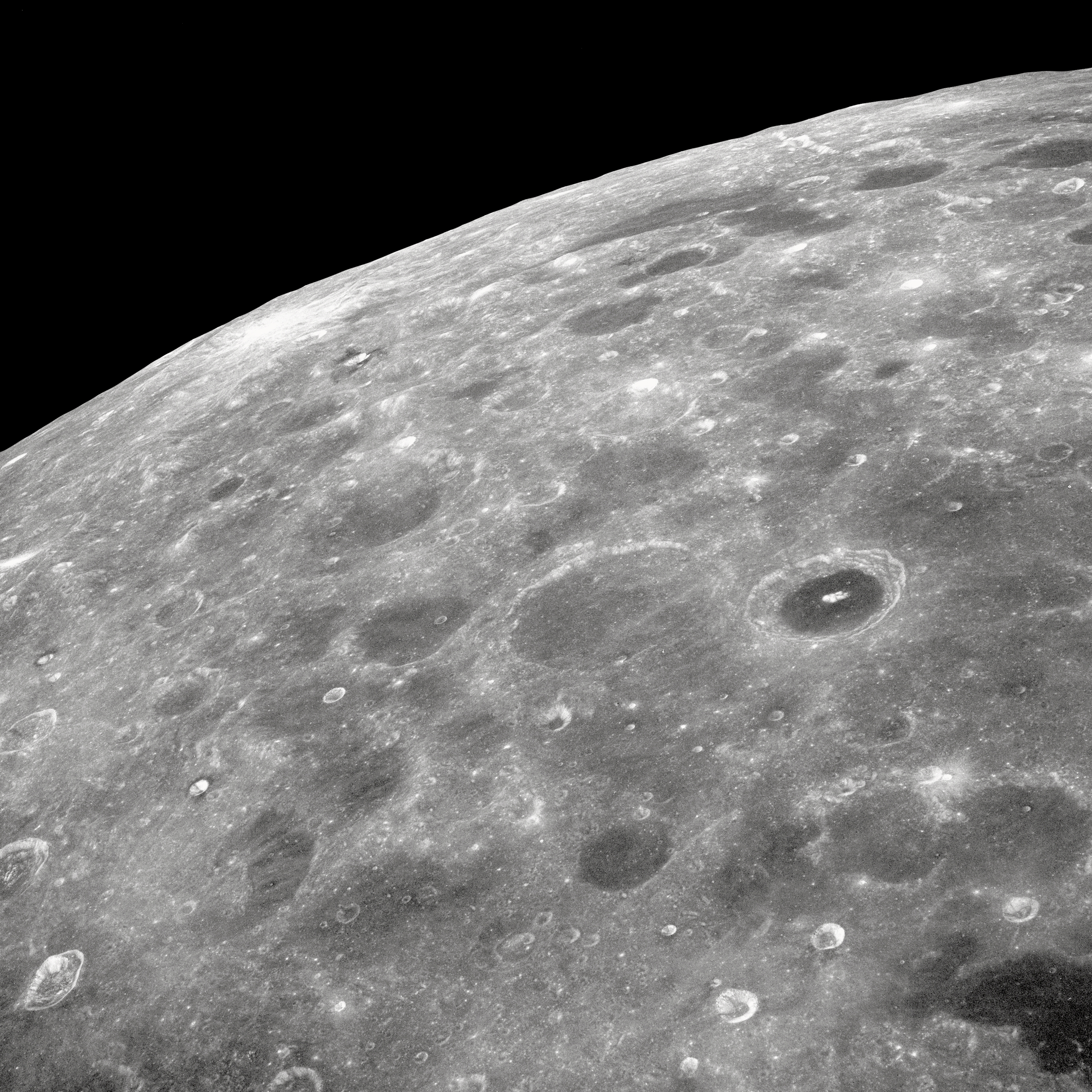
A Hold túloldalának kráterei
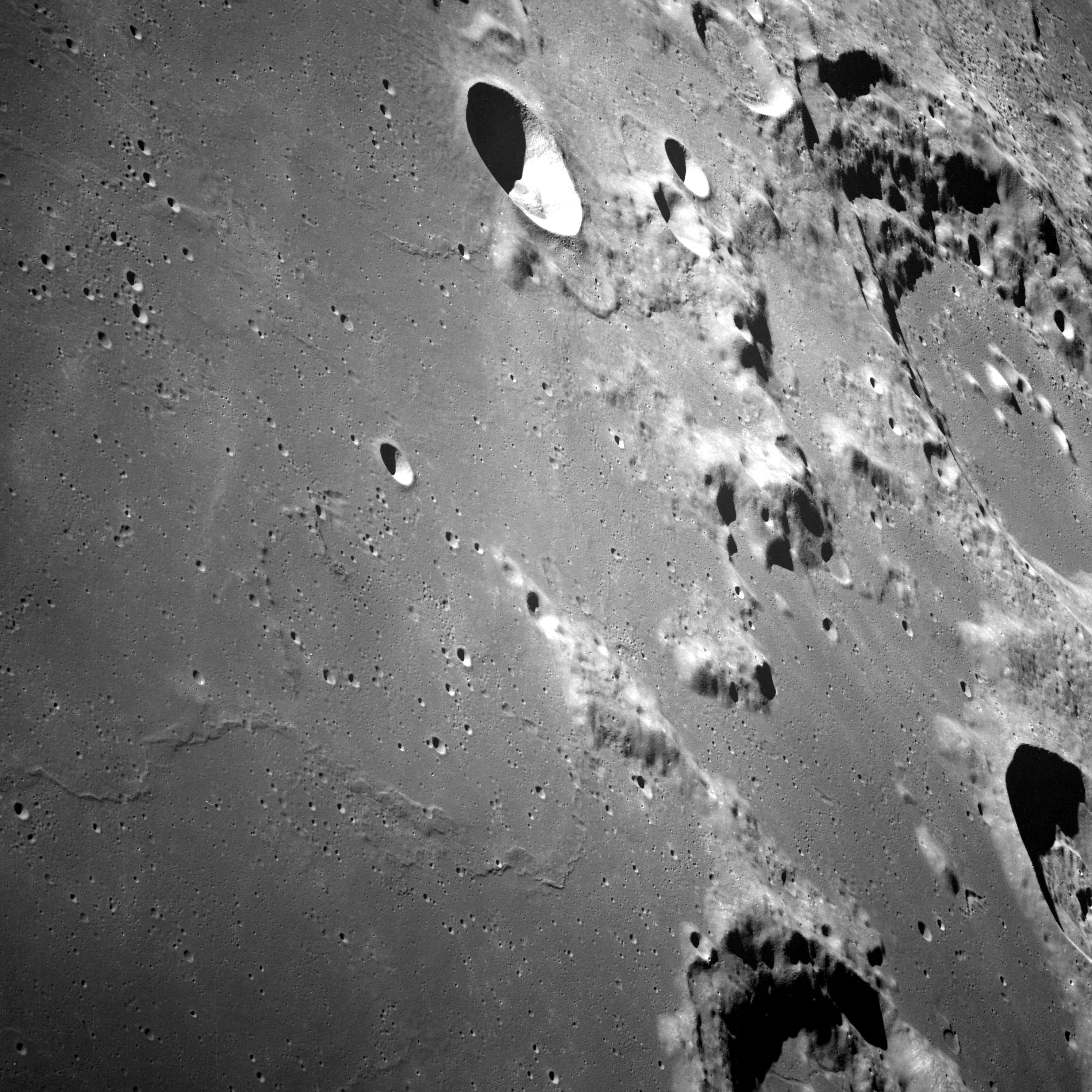
A Mare Fecunditatis és az azt övező kráterek
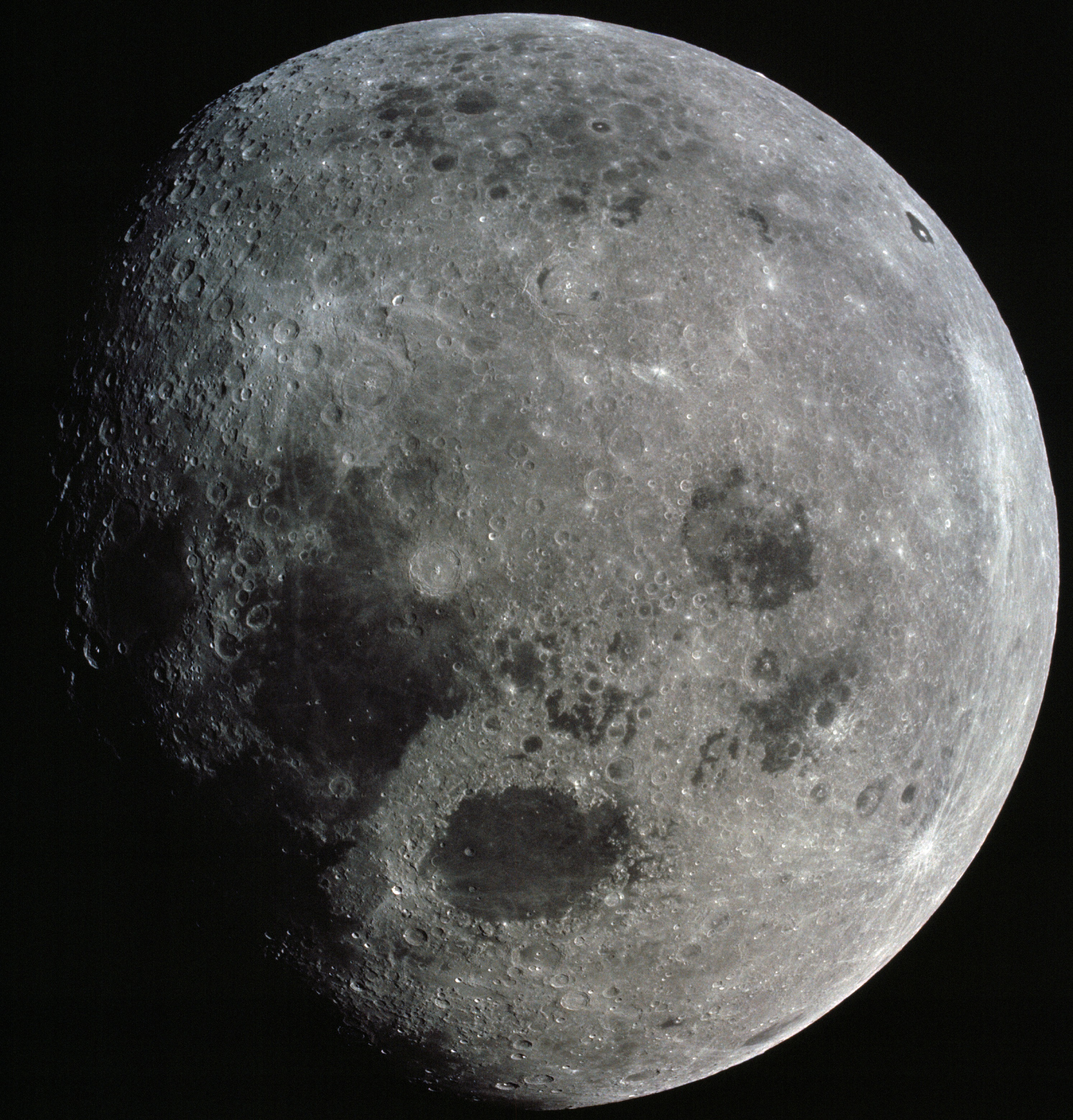
A Holdtól távolodva a hazavezető úton készült teljes holdfotó
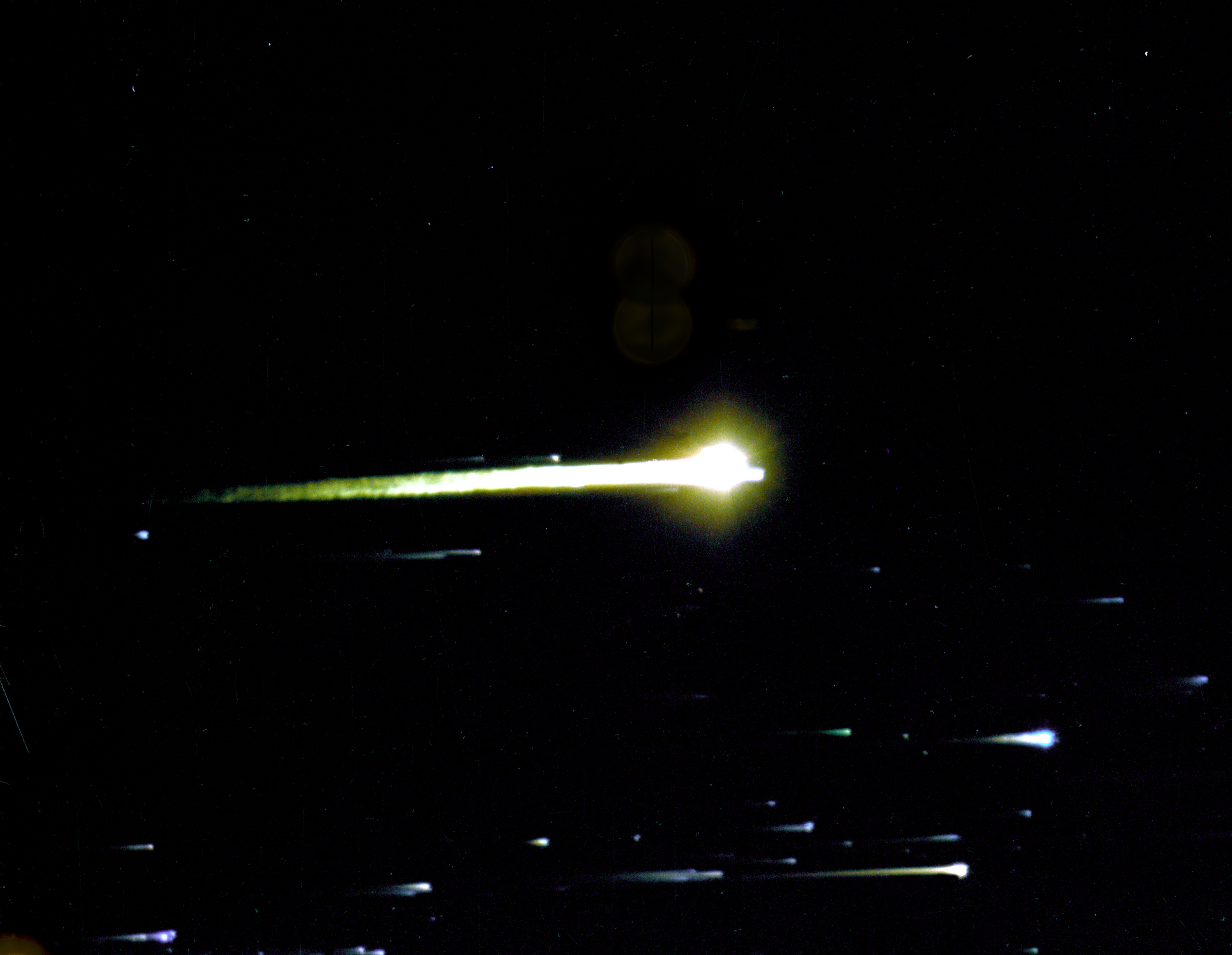
Az Apollo–8 légköri visszatérése
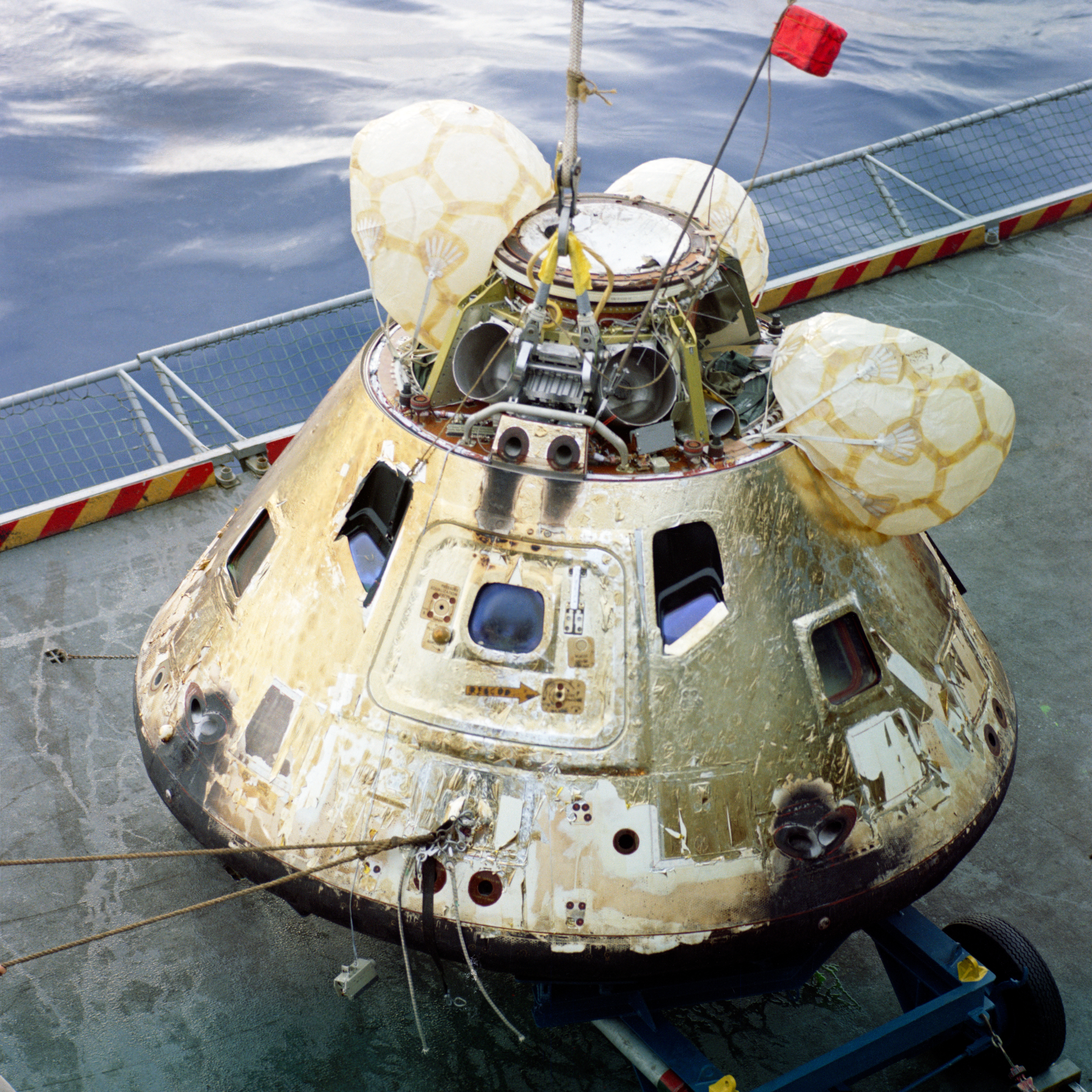
A visszatért űrhajó a USS Yorktown fedélzetére emelve
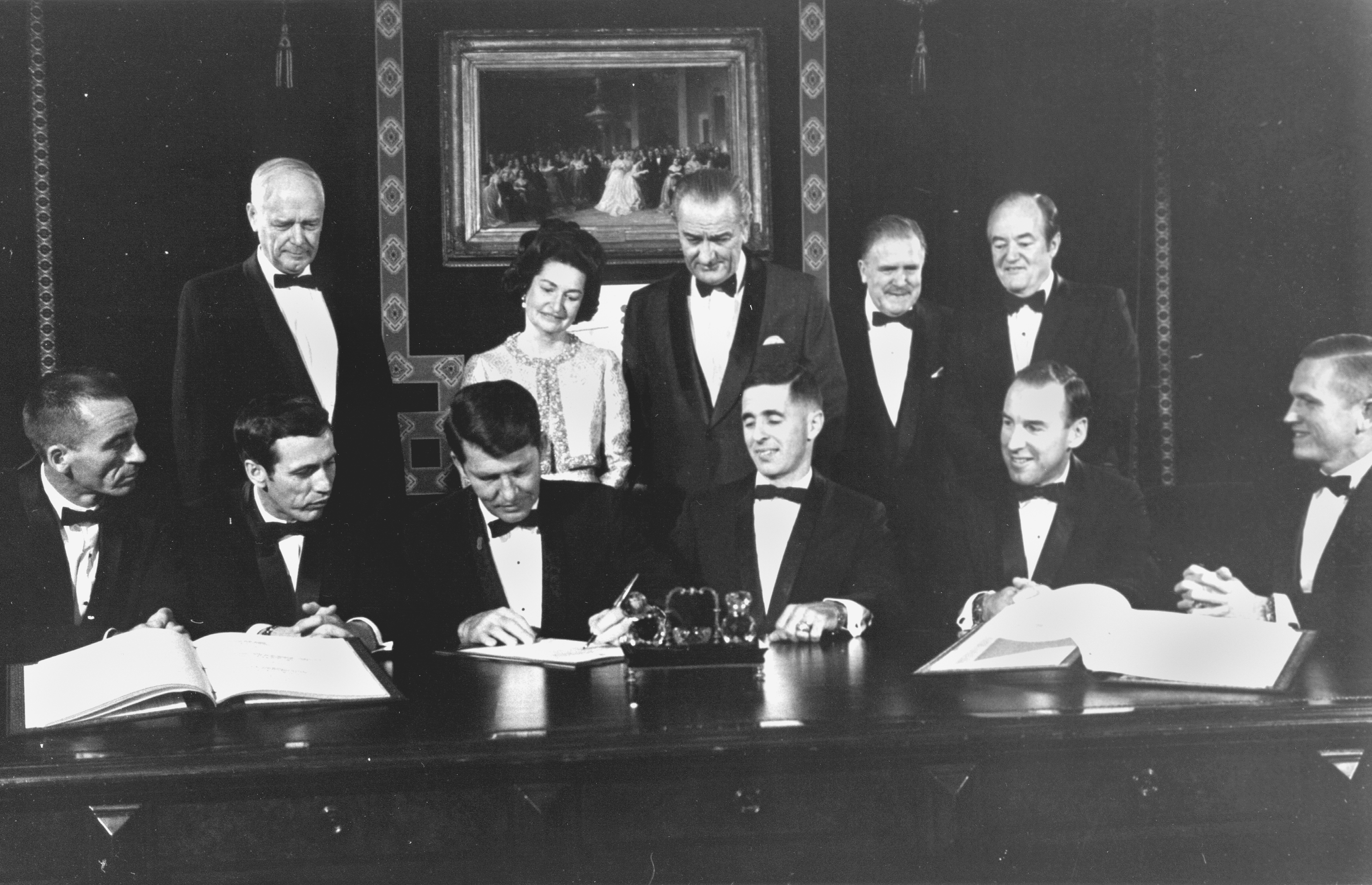
Az Apollo–7 és az Apollo–8 legénysége egy a tiszteletükre rendezett fogadáson a Fehér Házban